# バレーボール2012/13Vチャレンジリーグ
バレーボール 2012/13 Vチャレンジリーグ（バレーボール 2012/13 ぶいチャレンジリーグ）は、2012年11月10日から2013年3月17日にかけて行われたV・チャレンジリーグの大会である。

## 概要

### 日程
- 男子:2012年12月1日 - 2013年3月17日
- 女子:2012年11月10日 - 2013年3月17日

### 試合方法
男女ともに2回戦総当たりのリーグ戦を行い、優勝チームを決定する。

### 変更点
女子の参加チーム数が12チームから10チームとなった。これは前シーズンを以てVリーグ機構を退社したチームが3チームあり、準加盟していたJAぎふリオレーナがチャレンジリーグに昇格したため。

### キャッチコピー
公募により、「Vの輪 -想いの先に道がある-」と決まった。

### テーマソング
昨年までの『もっと☆きっと☆ずっと』（唄:スーパーバンド）に代わり、『View To The Top』（下野ヒトシプロデュース）が採用され、また新たに「Vリーグアンセム」として、『The Voice Of Glory』（同）が設定された。

### 応援アンバサダー
新たに設けられた応援アンバサダーにタレントの若狭みなとが起用された。

## 男子

### 参加チーム
| 前回順位 | チーム名                           | 備考                             |
| -------- | ---------------------------------- | -------------------------------- |
| 1        | つくばユナイテッドSun GAIA         |                                  |
| 2        | ジェイテクトSTINGS                 |                                  |
| 3        | 富士通カワサキレッドスピリッツ     |                                  |
| 4        | 警視庁フォートファイターズ         |                                  |
| 5        | 東京ヴェルディ                     |                                  |
| 6        | 大同特殊鋼レッドスター             |                                  |
| 7        | 兵庫デルフィーノ                   | 阪神デルフィーノからチーム名変更 |
| 8        | きんでんトリニティーブリッツ       |                                  |
| 9        | 近畿クラブスフィーダ               |                                  |
| 10       | トヨタ自動車サンホークス           |                                  |
| 11       | 東京トヨペット・グリーンスパークル |                                  |

### 1Leg
斜字のチームがホームチームである。

#### 12月1日
この日の試合はセントラル方式で1会場コート2面で行われた。
| #701 | 2012年12月1日 11:00 |                                  |                               |                                            |                                                            |
| #701 | 2012年12月1日 11:00 | トヨタ自動車サンホークス （1勝） | 3 - 0 (25-14) (25-17) (25-23) | 東京トヨペット・グリーンスパークル （1敗） | 刈谷市体育館 観客数: 212人 主審: 佐々木伸子 副審: 柘植知則 |
| #701 | 2012年12月1日 11:00 |                                  |                               |                                            | 刈谷市体育館 観客数: 212人 主審: 佐々木伸子 副審: 柘植知則 |

| #702 | 2012年12月1日 11:00 |                                        |                                               |                                |                                                          |
| #702 | 2012年12月1日 11:00 | 富士通カワサキレッドスピリッツ （1勝） | 3 - 2 (21-25) (25-21) (25-20) (22-25) (15-11) | 大同特殊鋼レッドスター （1敗） | 刈谷市体育館 観客数: 212人 主審: 濱中昌志 副審: 首藤隆宏 |
| #702 | 2012年12月1日 11:00 |                                        |                                               |                                | 刈谷市体育館 観客数: 212人 主審: 濱中昌志 副審: 首藤隆宏 |

| #703 | 2012年12月1日 13:00 |                          |                               |                              |                                                        |
| #703 | 2012年12月1日 13:00 | 兵庫デルフィーノ （1敗） | 0 - 3 (24-26) (18-25) (20-25) | 近畿クラブスフィーダ （1勝） | 刈谷市体育館 観客数: 344人 主審: 浅見靖人 副審: 岡谷仁 |
| #703 | 2012年12月1日 13:00 |                          |                               |                              | 刈谷市体育館 観客数: 344人 主審: 浅見靖人 副審: 岡谷仁 |

| #704 | 2012年12月1日 13:47 |                                    |                                               |                                    |                                                        |
| #704 | 2012年12月1日 13:47 | つくばユナイテッドSun GAIA （1敗） | 2 - 3 (24-26) (25-22) (20-25) (25-23) (13-15) | 警視庁フォートファイターズ （1勝） | 刈谷市体育館 観客数: 344人 主審: 戸川太輔 副審: 大下孝 |
| #704 | 2012年12月1日 13:47 |                                    |                                               |                                    | 刈谷市体育館 観客数: 344人 主審: 戸川太輔 副審: 大下孝 |

| #705 | 2012年12月1日 15:00 |                            |                               |                                      |                                                          |
| #705 | 2012年12月1日 15:00 | ジェイテクトSTINGS （1勝） | 3 - 0 (25-11) (25-15) (25-18) | きんでんトリニティーブリッツ （1敗） | 刈谷市体育館 観客数: 437人 主審: 中島俊昌 副審: 柘植知則 |
| #705 | 2012年12月1日 15:00 |                            |                               |                                      | 刈谷市体育館 観客数: 437人 主審: 中島俊昌 副審: 柘植知則 |

#### 12月2日
この日の試合はセントラル方式で1会場コート2面で行われた。
| #706 | 2012年12月2日 11:00 |                                    |                                               |                                 |                                                          |
| #706 | 2012年12月2日 11:00 | 警視庁フォートファイターズ （2勝） | 3 - 2 (16-25) (23-25) (25-21) (25-22) (22-20) | 近畿クラブスフィーダ （1勝1敗） | 刈谷市体育館 観客数: 273人 主審: 戸川太輔 副審: 黒田伸浩 |
| #706 | 2012年12月2日 11:00 |                                    |                                               |                                 | 刈谷市体育館 観客数: 273人 主審: 戸川太輔 副審: 黒田伸浩 |

| #707 | 2012年12月2日 11:00 |                                       |                                       |                                     |                                                        |
| #707 | 2012年12月2日 11:00 | つくばユナイテッドSun GAIA （1勝1敗） | 3 - 1 (23-25) (25-17) (25-21) (27-25) | トヨタ自動車サンホークス （1勝1敗） | 刈谷市体育館 観客数: 273人 主審: 濱中昌志 副審: 大下孝 |
| #707 | 2012年12月2日 11:00 |                                       |                                       |                                     | 刈谷市体育館 観客数: 273人 主審: 濱中昌志 副審: 大下孝 |

| #708 | 2012年12月2日 13:37 |                                        |                               |                          |                                                          |
| #708 | 2012年12月2日 13:37 | 富士通カワサキレッドスピリッツ （2勝） | 3 - 0 (25-10) (25-23) (25-16) | 兵庫デルフィーノ （2敗） | 刈谷市体育館 観客数: 365人 主審: 浅見靖人 副審: 丹羽敏彰 |
| #708 | 2012年12月2日 13:37 |                                        |                               |                          | 刈谷市体育館 観客数: 365人 主審: 浅見靖人 副審: 丹羽敏彰 |

| #709 | 2012年12月2日 13:25 |                                   |                               |                                      |                                                          |
| #709 | 2012年12月2日 13:25 | 大同特殊鋼レッドスター （1勝1敗） | 3 - 0 (25-20) (25-23) (25-21) | きんでんトリニティーブリッツ （2敗） | 刈谷市体育館 観客数: 365人 主審: 中島俊昌 副審: 首藤隆宏 |
| #709 | 2012年12月2日 13:25 |                                   |                               |                                      | 刈谷市体育館 観客数: 365人 主審: 中島俊昌 副審: 首藤隆宏 |

| #710 | 2012年12月2日 15:25 |                            |                               |                                            |                                                          |
| #710 | 2012年12月2日 15:25 | ジェイテクトSTINGS （2勝） | 3 - 0 (25-15) (25-12) (25-17) | 東京トヨペット・グリーンスパークル （2敗） | 刈谷市体育館 観客数: 390人 主審: 佐々木伸子 副審: 岡谷仁 |
| #710 | 2012年12月2日 15:25 |                            |                               |                                            | 刈谷市体育館 観客数: 390人 主審: 佐々木伸子 副審: 岡谷仁 |

#### 12月8日
| #711 | 2012年12月8日 11:00 |                        |                               |                                 |                                                                           |
| #711 | 2012年12月8日 11:00 | 東京ヴェルディ （1勝） | 3 - 0 (25-20) (32-30) (25-22) | 近畿クラブスフィーダ （1勝2敗） | トヨタスポーツセンター第一体育館 観客数: 50人 主審: 大下孝 副審: 首藤隆宏 |
| #711 | 2012年12月8日 11:00 |                        |                               |                                 | トヨタスポーツセンター第一体育館 観客数: 50人 主審: 大下孝 副審: 首藤隆宏 |

| #712 | 2012年12月8日 13:00 |                            |                       |                                   |                                                                          |
| #712 | 2012年12月8日 13:00 | ジェイテクトSTINGS （3勝） | 3 - 0 (25-13) (25-15) | 大同特殊鋼レッドスター （1勝2敗） | トヨタスポーツセンター第一体育館 観客数: 220人 主審: 中山健 副審: 岡谷仁 |
| #712 | 2012年12月8日 13:00 |                            |                       |                                   | トヨタスポーツセンター第一体育館 観客数: 220人 主審: 中山健 副審: 岡谷仁 |

| #713 | 2012年12月8日 15:00 |                                     |                               |                                    |                                                                            |
| #713 | 2012年12月8日 15:00 | トヨタ自動車サンホークス （1勝2敗） | 1 - 3 (25-23) (17-25) (20-25) | 警視庁フォートファイターズ （3勝） | トヨタスポーツセンター第一体育館 観客数: 170人 主審: 城智人 副審: 浅見靖人 |
| #713 | 2012年12月8日 15:00 |                                     |                               |                                    | トヨタスポーツセンター第一体育館 観客数: 170人 主審: 城智人 副審: 浅見靖人 |

| #714 | 2012年12月8日 13:00 |                                       |                       |                                        |                                                            |
| #714 | 2012年12月8日 13:00 | つくばユナイテッドSun GAIA （1勝2敗） | 0 - 3 (21-25) (23-25) | 富士通カワサキレッドスピリッツ （3勝） | 伊予市民体育館 観客数: 250人 主審: 野村考一 副審: 門田典久 |
| #714 | 2012年12月8日 13:00 |                                       |                       |                                        | 伊予市民体育館 観客数: 250人 主審: 野村考一 副審: 門田典久 |

| #715 | 2012年12月8日 15:00 |                             |                       |                                            |                                                            |
| #715 | 2012年12月8日 15:00 | 兵庫デルフィーノ （1勝2敗） | 3 - 0 (25-18) (25-23) | 東京トヨペット・グリーンスパークル （3敗） | 伊予市民体育館 観客数: 250人 主審: 横山寿一 副審: 松木穂高 |
| #715 | 2012年12月8日 15:00 |                             |                       |                                            | 伊予市民体育館 観客数: 250人 主審: 横山寿一 副審: 松木穂高 |

#### 12月9日
| #716 | 2012年12月9日 11:00 |                        |                                              |                                      |                                                                         |
| #716 | 2012年12月9日 11:00 | 東京ヴェルディ （2勝） | 3 - 2 (25-21) (25-23) (20-25) (23-25) (15-9) | きんでんトリニティーブリッツ （3敗） | トヨタスポーツセンター第一体育館 観客数: 80人 主審: 大下孝 副審: 岡谷仁 |
| #716 | 2012年12月9日 11:00 |                        |                                              |                                      | トヨタスポーツセンター第一体育館 観客数: 80人 主審: 大下孝 副審: 岡谷仁 |

| #717 | 2012年12月9日 13:35 |                                   |                                       |                                 |                                                                            |
| #717 | 2012年12月9日 13:35 | 大同特殊鋼レッドスター （2勝2敗） | 3 - 1 (20-25) (26-24) (25-18) (25-22) | 近畿クラブスフィーダ （1勝3敗） | トヨタスポーツセンター第一体育館 観客数: 180人 主審: 城智人 副審: 浅見靖人 |
| #717 | 2012年12月9日 13:35 |                                   |                                       |                                 | トヨタスポーツセンター第一体育館 観客数: 180人 主審: 城智人 副審: 浅見靖人 |

| #718 | 2012年12月9日 16:05 |                                     |                              |                            |                                                                            |
| #718 | 2012年12月9日 16:05 | トヨタ自動車サンホークス （1勝3敗） | 0 - 3 (9-25) (20-25) (16-25) | ジェイテクトSTINGS （4勝） | トヨタスポーツセンター第一体育館 観客数: 260人 主審: 中山健 副審: 首藤隆宏 |
| #718 | 2012年12月9日 16:05 |                                     |                              |                            | トヨタスポーツセンター第一体育館 観客数: 260人 主審: 中山健 副審: 首藤隆宏 |

| #719 | 2012年12月9日 12:00 |                                       |                               |                             |                                                            |
| #719 | 2012年12月9日 12:00 | つくばユナイテッドSun GAIA （2勝2敗） | 3 - 0 (25-14) (25-21) (25-22) | 兵庫デルフィーノ （1勝3敗） | 伊予市民体育館 観客数: 250人 主審: 野村考一 副審: 門田典久 |
| #719 | 2012年12月9日 12:00 |                                       |                               |                             | 伊予市民体育館 観客数: 250人 主審: 野村考一 副審: 門田典久 |

| #720 | 2012年12月9日 14:00 |                                        |                               |                                            |                                                            |
| #720 | 2012年12月9日 14:00 | 富士通カワサキレッドスピリッツ （4勝） | 3 - 0 (25-11) (26-24) (25-23) | 東京トヨペット・グリーンスパークル （4敗） | 伊予市民体育館 観客数: 300人 主審: 横山寿一 副審: 石田曜子 |
| #720 | 2012年12月9日 14:00 |                                        |                               |                                            | 伊予市民体育館 観客数: 300人 主審: 横山寿一 副審: 石田曜子 |

#### 1月12日
| #721 | 2013年1月12日 13:00 |                                       |                       |                           |                                                                |
| #721 | 2013年1月12日 13:00 | つくばユナイテッドSun GAIA （3勝2敗） | 3 - 0 (25-21) (25-16) | 東京ヴェルディ （2勝1敗） | 小平市民総合体育館 観客数: 250人 主審: 濱中昌志 副審: 中西幸治 |
| #721 | 2013年1月12日 13:00 |                                       |                       |                           | 小平市民総合体育館 観客数: 250人 主審: 濱中昌志 副審: 中西幸治 |

| #722 | 2013年1月12日 15:00 |                                    |                               |                                            |                                                              |
| #722 | 2013年1月12日 15:00 | 警視庁フォートファイターズ （4勝） | 3 - 0 (25-18) (25-11) (25-20) | 東京トヨペット・グリーンスパークル （5敗） | 小平市民総合体育館 観客数: 320人 主審: 土佐和樹 副審: 石岡仁 |
| #722 | 2013年1月12日 15:00 |                                    |                               |                                            | 小平市民総合体育館 観客数: 320人 主審: 土佐和樹 副審: 石岡仁 |

#### 1月13日
| #723 | 2013年1月13日 12:00 |                                       |                               |                                            |                                                              |
| #723 | 2013年1月13日 12:00 | つくばユナイテッドSun GAIA （4勝2敗） | 3 - 0 (25-10) (25-21) (25-15) | 東京トヨペット・グリーンスパークル （6敗） | 小平市民総合体育館 観客数: 250人 主審: 濱中昌志 副審: 中村中 |
| #723 | 2013年1月13日 12:00 |                                       |                               |                                            | 小平市民総合体育館 観客数: 250人 主審: 濱中昌志 副審: 中村中 |

| #724 | 2013年1月13日 14:00 |                           |                               |                                       |                                                                |
| #724 | 2013年1月13日 14:00 | 東京ヴェルディ （3勝1敗） | 3 - 0 (25-19) (25-18) (25-13) | 警視庁フォートファイターズ （4勝1敗） | 小平市民総合体育館 観客数: 300人 主審: 土佐和樹 副審: 服部篤史 |
| #724 | 2013年1月13日 14:00 |                           |                               |                                       | 小平市民総合体育館 観客数: 300人 主審: 土佐和樹 副審: 服部篤史 |

| #725 | 2013年1月13日 11:00 |                                   |                                       |                             |                                                              |
| #725 | 2013年1月13日 11:00 | 大同特殊鋼レッドスター （2勝3敗） | 2 - 3 (25-22) (19-25) (29-27) (12-15) | 兵庫デルフィーノ （2勝3敗） | 近畿大学記念会館 観客数: 650人 主審: 中島俊昌 副審: 作田和美 |
| #725 | 2013年1月13日 11:00 |                                   |                                       |                             | 近畿大学記念会館 観客数: 650人 主審: 中島俊昌 副審: 作田和美 |

| #726 | 2013年1月13日 14:00 |                                         |                                       |                                     |                                                                |
| #726 | 2013年1月13日 14:00 | きんでんトリニティーブリッツ （1勝3敗） | 3 - 1 (22-25) (27-25) (25-23) (25-18) | トヨタ自動車サンホークス （1勝4敗） | 近畿大学記念会館 観客数: 750人 主審: 上土谷政高 副審: 山口岳夫 |
| #726 | 2013年1月13日 14:00 |                                         |                                       |                                     | 近畿大学記念会館 観客数: 750人 主審: 上土谷政高 副審: 山口岳夫 |

| #727 | 2013年1月13日 16:22 |                                 |                               |                            |                                                            |
| #727 | 2013年1月13日 16:22 | 近畿クラブスフィーダ （1勝4敗） | 0 - 3 (20-25) (10-25) (20-25) | ジェイテクトSTINGS （5勝） | 近畿大学記念会館 観客数: 600人 主審: 中山健 副審: 安田悠司 |
| #727 | 2013年1月13日 16:22 |                                 |                               |                            | 近畿大学記念会館 観客数: 600人 主審: 中山健 副審: 安田悠司 |

#### 1月14日
| #728 | 2013年1月14日 11:00 |                            |                               |                             |                                                            |
| #728 | 2013年1月14日 11:00 | ジェイテクトSTINGS （6勝） | 3 - 0 (25-15) (25-11) (25-13) | 兵庫デルフィーノ （2勝4敗） | 近畿大学記念会館 観客数: 250人 主審: 佐伯昌昭 副審: 越村弘 |
| #728 | 2013年1月14日 11:00 |                            |                               |                             | 近畿大学記念会館 観客数: 250人 主審: 佐伯昌昭 副審: 越村弘 |

| #729 | 2013年1月14日 13:00 |                                 |                               |                                     |                                                              |
| #729 | 2013年1月14日 13:00 | 近畿クラブスフィーダ （2勝4敗） | 3 - 1 (25-20) (18-25) (25-18) | トヨタ自動車サンホークス （1勝5敗） | 近畿大学記念会館 観客数: 280人 主審: 中島俊昌 副審: 山口岳夫 |
| #729 | 2013年1月14日 13:00 |                                 |                               |                                     | 近畿大学記念会館 観客数: 280人 主審: 中島俊昌 副審: 山口岳夫 |

| #730 | 2013年1月14日 15:09 |                                         |                               |                                        |                                                                |
| #730 | 2013年1月14日 15:09 | きんでんトリニティーブリッツ （1勝4敗） | 1 - 3 (25-19) (18-25) (15-25) | 富士通カワサキレッドスピリッツ （5勝） | 近畿大学記念会館 観客数: 350人 主審: 上土谷政高 副審: 吉岡奈々 |
| #730 | 2013年1月14日 15:09 |                                         |                               |                                        | 近畿大学記念会館 観客数: 350人 主審: 上土谷政高 副審: 吉岡奈々 |

#### 1月19日
| #731 | 2013年1月19日 12:00 |                                       |                                       |                                         |                                                                    |
| #731 | 2013年1月19日 12:00 | 警視庁フォートファイターズ （5勝1敗） | 3 - 1 (25-21) (25-18) (25-27) (25-20) | きんでんトリニティーブリッツ （1勝5敗） | 新宿コズミックセンター 観客数: 260人 主審: 浅見靖人 副審: 水間絵美 |
| #731 | 2013年1月19日 12:00 |                                       |                                       |                                         | 新宿コズミックセンター 観客数: 260人 主審: 浅見靖人 副審: 水間絵美 |

| #732 | 2013年1月19日 14:40 |                                       |                                               |                                   |                                                                    |
| #732 | 2013年1月19日 14:40 | つくばユナイテッドSun GAIA （5勝2敗） | 3 - 2 (15-25) (25-19) (26-28) (25-16) (15-11) | 大同特殊鋼レッドスター （2勝4敗） | 新宿コズミックセンター 観客数: 210人 主審: 中西幸治 副審: 慈眼雅啓 |
| #732 | 2013年1月19日 14:40 |                                       |                                               |                                   | 新宿コズミックセンター 観客数: 210人 主審: 中西幸治 副審: 慈眼雅啓 |

| #733 | 2013年1月19日 17:40 |                           |                               |                                            |                                                                      |
| #733 | 2013年1月19日 17:40 | 東京ヴェルディ （4勝1敗） | 3 - 0 (25-20) (25-21) (25-18) | 東京トヨペット・グリーンスパークル （7敗） | 新宿コズミックセンター 観客数: 180人 主審: 新田浩幸 副審: 森山真理子 |
| #733 | 2013年1月19日 17:40 |                           |                               |                                            | 新宿コズミックセンター 観客数: 180人 主審: 新田浩幸 副審: 森山真理子 |

#### 1月20日
| #734 | 2013年1月20日 12:00 |                                       |                                              |                             |                                                                    |
| #734 | 2013年1月20日 12:00 | 警視庁フォートファイターズ （6勝1敗） | 3 - 2 (25-21) (21-25) (25-22) (22-25) (15-6) | 兵庫デルフィーノ （2勝5敗） | 新宿コズミックセンター 観客数: 420人 主審: 新田浩幸 副審: 江藤幸恵 |
| #734 | 2013年1月20日 12:00 |                                       |                                              |                             | 新宿コズミックセンター 観客数: 420人 主審: 新田浩幸 副審: 江藤幸恵 |

| #735 | 2013年1月20日 14:55 |                                       |                       |                                 |                                                                    |
| #735 | 2013年1月20日 14:55 | つくばユナイテッドSun GAIA （6勝2敗） | 3 - 0 (25-20) (25-16) | 近畿クラブスフィーダ （2勝5敗） | 新宿コズミックセンター 観客数: 380人 主審: 中西幸治 副審: 及川千春 |
| #735 | 2013年1月20日 14:55 |                                       |                       |                                 | 新宿コズミックセンター 観客数: 380人 主審: 中西幸治 副審: 及川千春 |

| #736 | 2013年1月20日 17:00 |                           |                                       |                                        |                                                                    |
| #736 | 2013年1月20日 17:00 | 東京ヴェルディ （4勝2敗） | 1 - 3 (25-21) (22-25) (16-25) (25-27) | 富士通カワサキレッドスピリッツ （6勝） | 新宿コズミックセンター 観客数: 400人 主審: 浅見靖人 副審: 杤堀仁美 |
| #736 | 2013年1月20日 17:00 |                           |                                       |                                        | 新宿コズミックセンター 観客数: 400人 主審: 浅見靖人 副審: 杤堀仁美 |

#### 1月26日
この日の試合はセントラル方式で1会場コート2面で行われた。
| #737 | 2013年1月26日 11:00 |                                 |                                        |                                            |                                                              |
| #737 | 2013年1月26日 11:00 | 近畿クラブスフィーダ （3勝5敗） | 3 - 13 (25-23) (20-25) (25-18) (28-26) | 東京トヨペット・グリーンスパークル （8敗） | 洲本市文化体育館 観客数: 150人 主審: 浅見靖人 副審: 長堂篤史 |
| #737 | 2013年1月26日 11:00 |                                 |                                        |                                            | 洲本市文化体育館 観客数: 150人 主審: 浅見靖人 副審: 長堂篤史 |

| #738 | 2013年1月26日 11:00 |                                       |                                       |                                   |                                                                |
| #738 | 2013年1月26日 11:00 | 警視庁フォートファイターズ （7勝1敗） | 3 - 1 (25-23) (21-25) (25-22) (25-23) | 大同特殊鋼レッドスター （2勝5敗） | 洲本市文化体育館 観客数: 150人 主審: 上土谷政高 副審: 森岡伸次 |
| #738 | 2013年1月26日 11:00 |                                       |                                       |                                   | 洲本市文化体育館 観客数: 150人 主審: 上土谷政高 副審: 森岡伸次 |

| #739 | 2013年1月26日 13:15 |                            |                                       |                                           |                                                            |
| #739 | 2013年1月26日 13:15 | ジェイテクトSTINGS （7勝） | 3 - 1 (25-12) (25-20) (23-25) (25-11) | 富士通カワサキレッドスピリッツ （6勝1敗） | 洲本市文化体育館 観客数: 300人 主審: 種元桂子 副審: 中山健 |
| #739 | 2013年1月26日 13:15 |                            |                                       |                                           | 洲本市文化体育館 観客数: 300人 主審: 種元桂子 副審: 中山健 |

| #740 | 2013年1月26日 13:25 |                           |                       |                                     |                                                              |
| #740 | 2013年1月26日 13:25 | 東京ヴェルディ （5勝2敗） | 3 - 0 (25-18) (25-21) | トヨタ自動車サンホークス （1勝6敗） | 洲本市文化体育館 観客数: 300人 主審: 山本浩之 副審: 佐伯昌弘 |
| #740 | 2013年1月26日 13:25 |                           |                       |                                     | 洲本市文化体育館 観客数: 300人 主審: 山本浩之 副審: 佐伯昌弘 |

| #741 | 2013年1月26日 15:50 |                             |                                               |                                         |                                                            |
| #741 | 2013年1月26日 15:50 | 兵庫デルフィーノ （3勝5敗） | 3 - 2 (27-25) (20-25) (27-25) (21-25) (19-17) | きんでんトリニティーブリッツ （1勝6敗） | 洲本市文化体育館 観客数: 250人 主審: 城智人 副審: 前田恭宏 |
| #741 | 2013年1月26日 15:50 |                             |                                               |                                         | 洲本市文化体育館 観客数: 250人 主審: 城智人 副審: 前田恭宏 |

#### 1月27日
この日の試合はセントラル方式で1会場コート2面で行われた。
| #742 | 2013年1月27日 11:00 |                                           |                               |                                 |                                                              |
| #742 | 2013年1月27日 11:00 | 富士通カワサキレッドスピリッツ （7勝1敗） | 3 - 0 (25-19) (25-12) (25-13) | 近畿クラブスフィーダ （3勝6敗） | 洲本市文化体育館 観客数: 250人 主審: 浅見靖人 副審: 長堂篤史 |
| #742 | 2013年1月27日 11:00 |                                           |                               |                                 | 洲本市文化体育館 観客数: 250人 主審: 浅見靖人 副審: 長堂篤史 |

| #743 | 2013年1月27日 11:00 |                            |                       |                                       |                                                              |
| #743 | 2013年1月27日 11:00 | ジェイテクトSTINGS （8勝） | 3 - 0 (25-21) (25-20) | 警視庁フォートファイターズ （7勝2敗） | 洲本市文化体育館 観客数: 250人 主審: 種元桂子 副審: 山本浩之 |
| #743 | 2013年1月27日 11:00 |                            |                       |                                       | 洲本市文化体育館 観客数: 250人 主審: 種元桂子 副審: 山本浩之 |

| #744 | 2013年1月27日 13:00 |                                         |                               |                                            |                                                            |
| #744 | 2013年1月27日 13:00 | きんでんトリニティーブリッツ （2勝6敗） | 3 - 0 (25-23) (25-18) (25-22) | 東京トヨペット・グリーンスパークル （9敗） | 洲本市文化体育館 観客数: 250人 主審: 城智人 副審: 森岡信次 |
| #744 | 2013年1月27日 13:00 |                                         |                               |                                            | 洲本市文化体育館 観客数: 250人 主審: 城智人 副審: 森岡信次 |

| #745 | 2013年1月27日 13:00 |                           |                                       |                                   |                                                                |
| #745 | 2013年1月27日 13:00 | 東京ヴェルディ （6勝2敗） | 3 - 1 (25-21) (19-25) (25-15) (28-26) | 大同特殊鋼レッドスター （2勝6敗） | 洲本市文化体育館 観客数: 250人 主審: 佐伯昌昭 副審: 上土谷政高 |
| #745 | 2013年1月27日 13:00 |                           |                                       |                                   | 洲本市文化体育館 観客数: 250人 主審: 佐伯昌昭 副審: 上土谷政高 |

| #746 | 2013年1月27日 15:20 |                             |                               |                                     |                                                            |
| #746 | 2013年1月27日 15:20 | 兵庫デルフィーノ （3勝6敗） | 1 - 3 (21-25) (25-15) (24-26) | トヨタ自動車サンホークス （2勝6敗） | 洲本市文化体育館 観客数: 200人 主審: 中山健 副審: 前田恭宏 |
| #746 | 2013年1月27日 15:20 |                             |                               |                                     | 洲本市文化体育館 観客数: 200人 主審: 中山健 副審: 前田恭宏 |

#### 2月2日
| #747 | 2013年2月2日 13:00 |                                   |                               |                                     |                                                                  |
| #747 | 2013年2月2日 13:00 | 大同特殊鋼レッドスター （3勝6敗） | 3 - 0 (26-24) (25-17) (25-19) | トヨタ自動車サンホークス （2勝7敗） | 宮前スポーツセンター 観客数: 100人 主審: 新田浩幸 副審: 小川浩二 |
| #747 | 2013年2月2日 13:00 |                                   |                               |                                     | 宮前スポーツセンター 観客数: 100人 主審: 新田浩幸 副審: 小川浩二 |

| #748 | 2013年2月2日 15:00 |                                           |                                               |                                       |                                                                    |
| #748 | 2013年2月2日 15:00 | 富士通カワサキレッドスピリッツ （7勝2敗） | 2 - 3 (25-15) (23-25) (25-23) (26-28) (14-16) | 警視庁フォートファイターズ （8勝2敗） | 宮前スポーツセンター 観客数: 200人 主審: 重竹雅行 副審: 田川菜保子 |
| #748 | 2013年2月2日 15:00 |                                           |                                               |                                       | 宮前スポーツセンター 観客数: 200人 主審: 重竹雅行 副審: 田川菜保子 |

| #749 | 2013年2月2日 13:00 |                            |                                       |                           |                                                              |
| #749 | 2013年2月2日 13:00 | ジェイテクトSTINGS （9勝） | 3 - 1 (26-28) (25-23) (25-19) (25-13) | 東京ヴェルディ （6勝3敗） | 清水中学校体育館 観客数: 330人 主審: 中島俊昌 副審: 高野淳志 |
| #749 | 2013年2月2日 13:00 |                            |                                       |                           | 清水中学校体育館 観客数: 330人 主審: 中島俊昌 副審: 高野淳志 |

| #750 | 2013年2月2日 15:35 |                                     |                               |                                       |                                                            |
| #750 | 2013年2月2日 15:35 | つくばユナイテッドSun GAIA （勝敗） | 3 - 0 (25-16) (25-17) (25-22) | きんでんトリニティーブリッツ （勝敗） | 清水中学校体育館 観客数: 400人 主審: 有乗正志 副審: 森口豊 |
| #750 | 2013年2月2日 15:35 |                                     |                               |                                       | 清水中学校体育館 観客数: 400人 主審: 有乗正志 副審: 森口豊 |

#### 2月3日
| #751 | 2013年2月3日 12:00 |                                   |                               |                                             |                                                                   |
| #751 | 2013年2月3日 12:00 | 大同特殊鋼レッドスター （4勝6敗） | 3 - 0 (25-14) (25-15) (25-13) | 東京トヨペット・グリーンスパークル （10敗） | 宮前スポーツセンター 観客数: 80人 主審: 新田浩幸 副審: 田川菜保子 |
| #751 | 2013年2月3日 12:00 |                                   |                               |                                             | 宮前スポーツセンター 観客数: 80人 主審: 新田浩幸 副審: 田川菜保子 |

| #752 | 2013年2月3日 14:00 |                                           |                                       |                                     |                                                                    |
| #752 | 2013年2月3日 14:00 | 富士通カワサキレッドスピリッツ （8勝2敗） | 3 - 1 (25-22) (25-21) (21-25) (25-19) | トヨタ自動車サンホークス （2勝8敗） | 宮前スポーツセンター 観客数: 160人 主審: 重竹雅行 副審: 小笠原孝文 |
| #752 | 2013年2月3日 14:00 |                                           |                                       |                                     | 宮前スポーツセンター 観客数: 160人 主審: 重竹雅行 副審: 小笠原孝文 |

| #753 | 2013年2月3日 11:00 |                           |                               |                             |                                                              |
| #753 | 2013年2月3日 11:00 | 東京ヴェルディ （7勝3敗） | 3 - 0 (25-15) (25-20) (25-18) | 兵庫デルフィーノ （3勝7敗） | 清水中学校体育館 観客数: 260人 主審: 有乗正志 副審: 前川法央 |
| #753 | 2013年2月3日 11:00 |                           |                               |                             | 清水中学校体育館 観客数: 260人 主審: 有乗正志 副審: 前川法央 |

| #754 | 2013年2月3日 13:00 |                                         |                               |                                 |                                                              |
| #754 | 2013年2月3日 13:00 | きんでんトリニティーブリッツ （3勝7敗） | 3 - 0 (25-23) (27-25) (25-21) | 近畿クラブスフィーダ （3勝7敗） | 清水中学校体育館 観客数: 270人 主審: 高野淳志 副審: 野村恒人 |
| #754 | 2013年2月3日 13:00 |                                         |                               |                                 | 清水中学校体育館 観客数: 270人 主審: 高野淳志 副審: 野村恒人 |

| #755 | 2013年2月3日 15:10 |                                       |                                       |                               |                                                            |
| #755 | 2013年2月3日 15:10 | つくばユナイテッドSun GAIA （8勝2敗） | 3 - 1 (19-25) (25-20) (25-21) (25-20) | ジェイテクトSTINGS （9勝1敗） | 清水中学校体育館 観客数: 462人 主審: 中島俊昌 副審: 森口豊 |
| #755 | 2013年2月3日 15:10 |                                       |                                       |                               | 清水中学校体育館 観客数: 462人 主審: 中島俊昌 副審: 森口豊 |

#### 1regの結果
| 順位 | チーム名                           | 試合数 | 勝数 | 敗数 | 勝率  | セット率 | 備考 |
| ---- | ---------------------------------- | ------ | ---- | ---- | ----- | -------- | ---- |
| 1    | ジェイテクトSTINGS                 | 10     | 9    | 1    | 0.900 |          |      |
| 2    | つくばユナイテッドSun GAIA         | 10     | 8    | 2    | 0.800 | 2.600    |      |
| 3    | 富士通カワサキレッドスピリッツ     | 10     | 8    | 2    | 0.800 | 2.455    |      |
| 4    | 警視庁フォートファイターズ         | 10     | 8    | 2    | 0.800 | 1.411    |      |
| 5    | 東京ヴェルディ                     | 10     | 7    | 3    | 0.700 |          |      |
| 6    | 大同特殊鋼レッドスター             | 10     | 4    | 6    | 0.400 |          |      |
| 7    | きんでんトリニティーブリッツ       | 110    | 3    | 7    | 0.300 | 0.682    |      |
| 8    | 近畿クラブスフィーダ               | 10     | 3    | 7    | 0.300 | 0.522    |      |
| 9    | 兵庫デルフィーノ                   | 10     | 3    | 7    | 0.300 | 0.480    |      |
| 10   | トヨタ自動車サンホークス           | 10     | 2    | 8    | 0.200 |          |      |
| 11   | 東京トヨペット・グリーンスパークル | 10     | 0    | 10   | 0.000 |          |      |

### 2Leg
斜字のチームがホームチームである。

#### 2月9日
| #756 | 2013年2月9日 11:02 |                                       |                                       |                                 |                                                                  |
| #756 | 2013年2月9日 11:02 | 警視庁フォートファイターズ （9勝2敗） | 3 - 1 (25-17) (23-25) (25-22) (25-14) | 近畿クラブスフィーダ （3勝8敗） | 筑西市下館総合体育館 観客数: 169人 主審: 中島俊昌 副審: 松延亮一 |
| #756 | 2013年2月9日 11:02 |                                       |                                       |                                 | 筑西市下館総合体育館 観客数: 169人 主審: 中島俊昌 副審: 松延亮一 |

| #757 | 2013年2月9日 13:15 |                                           |                                       |                           |                                                                  |
| #757 | 2013年2月9日 13:15 | 富士通カワサキレッドスピリッツ （8勝3敗） | 1 - 3 (25-20) (23-25) (22-25) (18-25) | 東京ヴェルディ （8勝3敗） | 筑西市下館総合体育館 観客数: 294人 主審: 浅井唯由 副審: 高橋直也 |
| #757 | 2013年2月9日 13:15 |                                           |                                       |                           | 筑西市下館総合体育館 観客数: 294人 主審: 浅井唯由 副審: 高橋直也 |

| #758 | 2013年2月9日 15:37 |                                       |                               |                                     |                                                                  |
| #758 | 2013年2月9日 15:37 | つくばユナイテッドSun GAIA （9勝2敗） | 3 - 0 (25-16) (25-17) (25-14) | トヨタ自動車サンホークス （2勝9敗） | 筑西市下館総合体育館 観客数: 543人 主審: 中西幸治 副審: 山﨑公寛 |
| #758 | 2013年2月9日 15:37 |                                       |                               |                                     | 筑西市下館総合体育館 観客数: 543人 主審: 中西幸治 副審: 山﨑公寛 |

| #759 | 2013年2月9日 13:00 |                                         |                               |                                             |                                                          |
| #759 | 2013年2月9日 13:00 | きんでんトリニティーブリッツ （4勝7敗） | 3 - 0 (25-14) (25-18) (25-21) | 東京トヨペット・グリーンスパークル （11敗） | 大同特殊鋼体育館 観客数: 110人 主審: 大下孝 副審: 城智人 |
| #759 | 2013年2月9日 13:00 |                                         |                               |                                             | 大同特殊鋼体育館 観客数: 110人 主審: 大下孝 副審: 城智人 |

| #760 | 2013年2月9日 15:00 |                                   |                       |                             |                                                            |
| #760 | 2013年2月9日 15:00 | 大同特殊鋼レッドスター （5勝6敗） | 3 - 0 (25-15) (25-16) | 兵庫デルフィーノ （3勝8敗） | 大同特殊鋼体育館 観客数: 230人 主審: 加藤孝仁 副審: 小松剛 |
| #760 | 2013年2月9日 15:00 |                                   |                       |                             | 大同特殊鋼体育館 観客数: 230人 主審: 加藤孝仁 副審: 小松剛 |

#### 2月10日
| #761 | 2013年2月10日 12:00 |                           |                                       |                                 |                                                                  |
| #761 | 2013年2月10日 12:00 | 東京ヴェルディ （9勝3敗） | 3 - 1 (18-25) (25-20) (25-17) (25-22) | 近畿クラブスフィーダ （3勝9敗） | 筑西市下館総合体育館 観客数: 204人 主審: 中島俊昌 副審: 松延亮一 |
| #761 | 2013年2月10日 12:00 |                           |                                       |                                 | 筑西市下館総合体育館 観客数: 204人 主審: 中島俊昌 副審: 松延亮一 |

| #762 | 2013年2月10日 14:12 |                                        |                               |                                           |                                                                  |
| #762 | 2013年2月10日 14:12 | つくばユナイテッドSun GAIA （10勝2敗） | 3 - 0 (25-22) (25-12) (25-21) | 富士通カワサキレッドスピリッツ （8勝4敗） | 筑西市下館総合体育館 観客数: 495人 主審: 中西幸治 副審: 高橋直也 |
| #762 | 2013年2月10日 14:12 |                                        |                               |                                           | 筑西市下館総合体育館 観客数: 495人 主審: 中西幸治 副審: 高橋直也 |

| #763 | 2013年2月10日 12:00 |                                |                               |                             |                                                            |
| #763 | 2013年2月10日 12:00 | ジェイテクトSTINGS （10勝1敗） | 3 - 0 (25-14) (25-11) (25-15) | 兵庫デルフィーノ （3勝9敗） | 大同特殊鋼体育館 観客数: 380人 主審: 加藤孝仁 副審: 大下孝 |
| #763 | 2013年2月10日 12:00 |                                |                               |                             | 大同特殊鋼体育館 観客数: 380人 主審: 加藤孝仁 副審: 大下孝 |

| #764 | 2013年2月10日 14:00 |                                   |                               |                                         |                                                          |
| #764 | 2013年2月10日 14:00 | 大同特殊鋼レッドスター （6勝6敗） | 3 - 0 (25-12) (25-20) (28-26) | きんでんトリニティーブリッツ （3勝9敗） | 大同特殊鋼体育館 観客数: 460人 主審: 城智人 副審: 小松剛 |
| #764 | 2013年2月10日 14:00 |                                   |                               |                                         | 大同特殊鋼体育館 観客数: 460人 主審: 城智人 副審: 小松剛 |

#### 2月16日
| #765 | 2013年2月16日 13:00 |                            |                                       |                                             |                                                                              |
| #765 | 2013年2月16日 13:00 | 東京ヴェルディ （10勝3敗） | 3 - 1 (25-12) (25-15) (24-26) (25-11) | 東京トヨペット・グリーンスパークル （12敗） | 尼崎市記念公園ベイコム総合体育館 観客数: 270人 主審: 浅見靖人 副審: 長堂篤史 |
| #765 | 2013年2月16日 13:00 |                            |                                       |                                             | 尼崎市記念公園ベイコム総合体育館 観客数: 270人 主審: 浅見靖人 副審: 長堂篤史 |

| #766 | 2013年2月16日 15:05 |                             |                                       |                                      |                                                                              |
| #766 | 2013年2月16日 15:05 | 兵庫デルフィーノ （4勝9敗） | 3 - 1 (25-16) (25-23) (24-26) (25-22) | トヨタ自動車サンホークス （2勝10敗） | 尼崎市記念公園ベイコム総合体育館 観客数: 370人 主審: 山本浩之 副審: 森岡伸次 |
| #766 | 2013年2月16日 15:05 |                             |                                       |                                      | 尼崎市記念公園ベイコム総合体育館 観客数: 370人 主審: 山本浩之 副審: 森岡伸次 |

| #767 | 2013年2月16日 11:00 |                                        |                               |                                |                                                                                   |
| #767 | 2013年2月16日 11:00 | つくばユナイテッドSun GAIA （11勝2敗） | 3 - 0 (25-21) (25-23) (25-17) | ジェイテクトSTINGS （10勝2敗） | 和歌山ビッグウエーブ 武道・体育センター 観客数: 500人 主審: 山本和良 副審: 城智人 |
| #767 | 2013年2月16日 11:00 |                                        |                               |                                | 和歌山ビッグウエーブ 武道・体育センター 観客数: 500人 主審: 山本和良 副審: 城智人 |

| #768 | 2013年2月16日 13:00 |                                  |                                              |                                   |                                                                                       |
| #768 | 2013年2月16日 13:00 | 近畿クラブスフィーダ （3勝10敗） | 2 - 3 (13-25) (14-25) (25-22) (27-25) (8-15) | 大同特殊鋼レッドスター （7勝6敗） | 和歌山ビッグウエーブ 武道・体育センター 観客数: 450人 主審: 佐々木伸子 副審: 松本久彦 |
| #768 | 2013年2月16日 13:00 |                                  |                                              |                                   | 和歌山ビッグウエーブ 武道・体育センター 観客数: 450人 主審: 佐々木伸子 副審: 松本久彦 |

| #769 | 2013年2月16日 15:35 |                                         |                                       |                                        |                                                                                       |
| #769 | 2013年2月16日 15:35 | きんでんトリニティーブリッツ （4勝9敗） | 1 - 3 (23-25) (20-25) (25-19) (21-25) | 警視庁フォートファイターズ （10勝2敗） | 和歌山ビッグウエーブ 武道・体育センター 観客数: 260人 主審: 上土谷政高 副審: 藤木博文 |
| #769 | 2013年2月16日 15:35 |                                         |                                       |                                        | 和歌山ビッグウエーブ 武道・体育センター 観客数: 260人 主審: 上土谷政高 副審: 藤木博文 |

#### 2月17日
| #770 | 2013年2月17日 12:00 |                            |                                       |                                   |                                                                              |
| #770 | 2013年2月17日 12:00 | 東京ヴェルディ （10勝4敗） | 1 - 3 (23-25) (27-25) (23-25) (31-33) | 大同特殊鋼レッドスター （8勝6敗） | 尼崎市記念公園ベイコム総合体育館 観客数: 200人 主審: 山本浩之 副審: 森岡伸次 |
| #770 | 2013年2月17日 12:00 |                            |                                       |                                   | 尼崎市記念公園ベイコム総合体育館 観客数: 200人 主審: 山本浩之 副審: 森岡伸次 |

| #771 | 2013年2月17日 14:40 |                             |                                       |                                             |                                                                              |
| #771 | 2013年2月17日 14:40 | 兵庫デルフィーノ （5勝9敗） | 3 - 1 (25-19) (25-18) (19-25) (25-23) | 東京トヨペット・グリーンスパークル （13敗） | 尼崎市記念公園ベイコム総合体育館 観客数: 600人 主審: 浅見靖人 副審: 長堂篤史 |
| #771 | 2013年2月17日 14:40 |                             |                                       |                                             | 尼崎市記念公園ベイコム総合体育館 観客数: 600人 主審: 浅見靖人 副審: 長堂篤史 |

| #772 | 2013年2月17日 11:00 |                                |                               |                                        |                                                                                       |
| #772 | 2013年2月17日 11:00 | ジェイテクトSTINGS （11勝2敗） | 3 - 0 (25-22) (25-16) (25-17) | 警視庁フォートファイターズ （10勝3敗） | 和歌山ビッグウエーブ 武道・体育センター 観客数: 400人 主審: 山本和良 副審: 上土谷政高 |
| #772 | 2013年2月17日 11:00 |                                |                               |                                        | 和歌山ビッグウエーブ 武道・体育センター 観客数: 400人 主審: 山本和良 副審: 上土谷政高 |

| #773 | 2013年2月17日 13:00 |                                         |                               |                                      |                                                                                       |
| #773 | 2013年2月17日 13:00 | きんでんトリニティーブリッツ （5勝9敗） | 3 - 0 (25-21) (25-22) (25-23) | トヨタ自動車サンホークス （2勝11敗） | 和歌山ビッグウエーブ 武道・体育センター 観客数: 500人 主審: 佐々木伸子 副審: 谷口和久 |
| #773 | 2013年2月17日 13:00 |                                         |                               |                                      | 和歌山ビッグウエーブ 武道・体育センター 観客数: 500人 主審: 佐々木伸子 副審: 谷口和久 |

| #774 | 2013年2月17日 15:00 |                                  |                               |                                        |                                                                                   |
| #774 | 2013年2月17日 15:00 | 近畿クラブスフィーダ （3勝11敗） | 0 - 3 (12-25) (13-25) (16-25) | つくばユナイテッドSun GAIA （12勝2敗） | 和歌山ビッグウエーブ 武道・体育センター 観客数: 450人 主審: 城智人 副審: 藤木博文 |
| #774 | 2013年2月17日 15:00 |                                  |                               |                                        | 和歌山ビッグウエーブ 武道・体育センター 観客数: 450人 主審: 城智人 副審: 藤木博文 |

#### 2月23日
この日の試合はセントラル方式で1会場コート2面で行われた。
| #775 | 2013年2月23日 11:00 |                                |                              |                                  |                                                              |
| #775 | 2013年2月23日 11:00 | ジェイテクトSTINGS （12勝2敗） | 3 - 0 (25-12) (25-9) (25-15) | 近畿クラブスフィーダ （3勝12敗） | 稲城市総合体育館 観客数: 250人 主審: 高野淳志 副審: 及川千春 |
| #775 | 2013年2月23日 11:00 |                                |                              |                                  | 稲城市総合体育館 観客数: 250人 主審: 高野淳志 副審: 及川千春 |

| #776 | 2013年2月23日 11:00 |                            |                              |                              |                                                              |
| #776 | 2013年2月23日 11:00 | 東京ヴェルディ （11勝4敗） | 3 - 0 (25-14) (25-8) (25-18) | 兵庫デルフィーノ （5勝10敗） | 稲城市総合体育館 観客数: 250人 主審: 戸川太輔 副審: 服部篤史 |
| #776 | 2013年2月23日 11:00 |                            |                              |                              | 稲城市総合体育館 観客数: 250人 主審: 戸川太輔 副審: 服部篤史 |

| #777 | 2013年2月23日 13:00 |                                                |                                               |                                      |                                                              |
| #777 | 2013年2月23日 13:00 | 東京トヨペット・グリーンスパークル （1勝13敗） | 3 - 2 (17-25) (25-23) (25-19) (23-25) (18-16) | トヨタ自動車サンホークス （2勝12敗） | 稲城市総合体育館 観客数: 160人 主審: 小瀧健二 副審: 水間絵美 |
| #777 | 2013年2月23日 13:00 |                                                |                                               |                                      | 稲城市総合体育館 観客数: 160人 主審: 小瀧健二 副審: 水間絵美 |

| #778 | 2013年2月23日 13:00 |                                           |                       |                                          |                                                              |
| #778 | 2013年2月23日 13:00 | 富士通カワサキレッドスピリッツ （9勝4敗） | 3 - 0 (25-19) (25-20) | きんでんトリニティーブリッツ （5勝10敗） | 稲城市総合体育館 観客数: 160人 主審: 野村考一 副審: 慈眼雅啓 |
| #778 | 2013年2月23日 13:00 |                                           |                       |                                          | 稲城市総合体育館 観客数: 160人 主審: 野村考一 副審: 慈眼雅啓 |

| #779 | 2013年2月23日 15:00 |                                        |                               |                                        |                                                              |
| #779 | 2013年2月23日 15:00 | 警視庁フォートファイターズ （10勝4敗） | 0 - 3 (15-25) (18-25) (20-25) | つくばユナイテッドSun GAIA （13勝2敗） | 稲城市総合体育館 観客数: 140人 主審: 丸山道博 副審: 服部篤史 |
| #779 | 2013年2月23日 15:00 |                                        |                               |                                        | 稲城市総合体育館 観客数: 140人 主審: 丸山道博 副審: 服部篤史 |

#### 2月24日
この日の試合はセントラル方式で1会場コート2面で行われた。
| #780 | 2013年2月24日 11:00 |                                        |                       |                                          |                                                              |
| #780 | 2013年2月24日 11:00 | つくばユナイテッドSun GAIA （14勝2敗） | 3 - 0 (25-19) (25-21) | きんでんトリニティーブリッツ （5勝11敗） | 稲城市総合体育館 観客数: 225人 主審: 野村考一 副審: 江藤幸恵 |
| #780 | 2013年2月24日 11:00 |                                        |                       |                                          | 稲城市総合体育館 観客数: 225人 主審: 野村考一 副審: 江藤幸恵 |

| #781 | 2013年2月24日 11:00 |                                        |                       |                                   |                                                              |
| #781 | 2013年2月24日 11:00 | 警視庁フォートファイターズ （11勝4敗） | 3 - 0 (25-20) (25-21) | 大同特殊鋼レッドスター （8勝7敗） | 稲城市総合体育館 観客数: 225人 主審: 小瀧健二 副審: 服部篤史 |
| #781 | 2013年2月24日 11:00 |                                        |                       |                                   | 稲城市総合体育館 観客数: 225人 主審: 小瀧健二 副審: 服部篤史 |

| #782 | 2013年2月24日 13:00 |                                  |                       |                                                |                                                              |
| #782 | 2013年2月24日 13:00 | 近畿クラブスフィーダ （4勝12敗） | 3 - 0 (25-21) (25-18) | 東京トヨペット・グリーンスパークル （1勝14敗） | 稲城市総合体育館 観客数: 130人 主審: 丸山道博 副審: 饗庭和恵 |
| #782 | 2013年2月24日 13:00 |                                  |                       |                                                | 稲城市総合体育館 観客数: 130人 主審: 丸山道博 副審: 饗庭和恵 |

| #783 | 2013年2月24日 13:00 |                                            |                               |                              |                                                            |
| #783 | 2013年2月24日 13:00 | 富士通カワサキレッドスピリッツ （10勝4敗） | 3 - 0 (25-23) (25-20) (27-25) | 兵庫デルフィーノ （5勝11敗） | 稲城市総合体育館 観客数: 130人 主審: 戸川太輔 副審: 中村中 |
| #783 | 2013年2月24日 13:00 |                                            |                               |                              | 稲城市総合体育館 観客数: 130人 主審: 戸川太輔 副審: 中村中 |

| #784 | 2013年2月24日 15:00 |                            |               |                                      |                                                              |
| #784 | 2013年2月24日 15:00 | 東京ヴェルディ （12勝4敗） | 3 - 0 (25-17) | トヨタ自動車サンホークス （2勝13敗） | 稲城市総合体育館 観客数: 130人 主審: 高野淳志 副審: 高田恒樹 |
| #784 | 2013年2月24日 15:00 |                            |               |                                      | 稲城市総合体育館 観客数: 130人 主審: 高野淳志 副審: 高田恒樹 |

#### 3月2日
この日の試合はセントラル方式で1会場コート2面で行われた。
| #785 | 2013年3月2日 11:00 |                                |                                       |                            |                                                          |
| #785 | 2013年3月2日 11:00 | ジェイテクトSTINGS （13勝2敗） | 3 - 1 (25-20) (25-17) (25-27) (28-26) | 東京ヴェルディ （12勝5敗） | 川崎市体育館 観客数: 260人 主審: 城智人 副審: 田川菜保子 |
| #785 | 2013年3月2日 11:00 |                                |                                       |                            | 川崎市体育館 観客数: 260人 主審: 城智人 副審: 田川菜保子 |

| #786 | 2013年3月2日 11:00 |                                          |                                       |                                  |                                                          |
| #786 | 2013年3月2日 11:00 | きんでんトリニティーブリッツ （5勝12敗） | 1 - 3 (19-25) (16-25) (25-20) (23-25) | 近畿クラブスフィーダ （5勝12敗） | 川崎市体育館 観客数: 260人 主審: 新田浩幸 副審: 浜野陽一 |
| #786 | 2013年3月2日 11:00 |                                          |                                       |                                  | 川崎市体育館 観客数: 260人 主審: 新田浩幸 副審: 浜野陽一 |

| #787 | 2013年3月2日 13:35 |                                        |                               |                                                |                                                          |
| #787 | 2013年3月2日 13:35 | つくばユナイテッドSun GAIA （15勝2敗） | 3 - 0 (25-17) (25-14) (25-19) | 東京トヨペット・グリーンスパークル （1勝15敗） | 川崎市体育館 観客数: 280人 主審: 浅見靖人 副審: 宮城智哉 |
| #787 | 2013年3月2日 13:35 |                                        |                               |                                                | 川崎市体育館 観客数: 280人 主審: 浅見靖人 副審: 宮城智哉 |

| #788 | 2013年3月2日 13:20 |                                        |                               |                              |                                                          |
| #788 | 2013年3月2日 13:20 | 警視庁フォートファイターズ （12勝4敗） | 3 - 0 (25-13) (25-16) (27-25) | 兵庫デルフィーノ （5勝12敗） | 川崎市体育館 観客数: 280人 主審: 柘植知則 副審: 小北好博 |
| #788 | 2013年3月2日 13:20 |                                        |                               |                              | 川崎市体育館 観客数: 280人 主審: 柘植知則 副審: 小北好博 |

| #789 | 2013年3月2日 15:30 |                                            |                                       |                                   |                                                            |
| #789 | 2013年3月2日 15:30 | 富士通カワサキレッドスピリッツ （11勝4敗） | 3 - 1 (25-18) (25-21) (23-25) (25-23) | 大同特殊鋼レッドスター （8勝8敗） | 川崎市体育館 観客数: 310人 主審: 佐々木伸子 副審: 小川浩二 |
| #789 | 2013年3月2日 15:30 |                                            |                                       |                                   | 川崎市体育館 観客数: 310人 主審: 佐々木伸子 副審: 小川浩二 |

#### 3月3日
この日の試合はセントラル方式で1会場コート2面で行われた。
| #790 | 2013年3月3日 11:00 |                                |                              |                                                |                                                        |
| #790 | 2013年3月3日 11:00 | ジェイテクトSTINGS （14勝2敗） | 3 - 0 (25-16) (25-11) (25-8) | 東京トヨペット・グリーンスパークル （1勝16敗） | 川崎市体育館 観客数: 240人 主審: 新田浩幸 副審: 長谷淳 |
| #790 | 2013年3月3日 11:00 |                                |                              |                                                | 川崎市体育館 観客数: 240人 主審: 新田浩幸 副審: 長谷淳 |

| #791 | 2013年3月3日 11:00 |                            |                               |                                          |                                                            |
| #791 | 2013年3月3日 11:00 | 東京ヴェルディ （13勝5敗） | 3 - 0 (25-16) (25-14) (25-19) | きんでんトリニティーブリッツ （5勝13敗） | 川崎市体育館 観客数: 240人 主審: 柘植知則 副審: 田川菜保子 |
| #791 | 2013年3月3日 11:00 |                            |                               |                                          | 川崎市体育館 観客数: 240人 主審: 柘植知則 副審: 田川菜保子 |

| #792 | 2013年3月3日 13:00 |                                   |                                       |                                      |                                                            |
| #792 | 2013年3月3日 13:00 | 大同特殊鋼レッドスター （9勝8敗） | 3 - 1 (31-29) (25-27) (25-20) (25-21) | トヨタ自動車サンホークス （2勝14敗） | 川崎市体育館 観客数: 240人 主審: 佐々木伸子 副審: 浜野陽一 |
| #792 | 2013年3月3日 13:00 |                                   |                                       |                                      | 川崎市体育館 観客数: 240人 主審: 佐々木伸子 副審: 浜野陽一 |

| #793 | 2013年3月3日 13:00 |                                        |                                       |                              |                                                          |
| #793 | 2013年3月3日 13:00 | つくばユナイテッドSun GAIA （16勝2敗） | 3 - 1 (25-11) (23-25) (25-10) (25-23) | 兵庫デルフィーノ （5勝13敗） | 川崎市体育館 観客数: 240人 主審: 浅見靖人 副審: 小北好博 |
| #793 | 2013年3月3日 13:00 |                                        |                                       |                              | 川崎市体育館 観客数: 240人 主審: 浅見靖人 副審: 小北好博 |

| #794 | 2013年3月3日 15:35 |                                            |                                       |                                  |                                                          |
| #794 | 2013年3月3日 15:35 | 富士通カワサキレッドスピリッツ （12勝4敗） | 3 - 1 (26-24) (25-19) (22-25) (25-22) | 近畿クラブスフィーダ （5勝13敗） | 川崎市体育館 観客数: 260人 主審: 城智人 副審: 小笠原孝文 |
| #794 | 2013年3月3日 15:35 |                                            |                                       |                                  | 川崎市体育館 観客数: 260人 主審: 城智人 副審: 小笠原孝文 |

#### 3月9日
| #795 | 2013年3月9日 12:00 |                                |                              |                                      |                                                              |
| #795 | 2013年3月9日 12:00 | ジェイテクトSTINGS （15勝2敗） | 3 - 0 (25-16) (25-6) (25-11) | トヨタ自動車サンホークス （2勝15敗） | 21世紀の森体育館 観客数: 511人 主審: 代居正巳 副審: 諸見謝尚 |
| #795 | 2013年3月9日 12:00 |                                |                              |                                      | 21世紀の森体育館 観客数: 511人 主審: 代居正巳 副審: 諸見謝尚 |

| #796 | 2013年3月9日 14:00 |                                            |                                               |                                        |                                                              |
| #796 | 2013年3月9日 14:00 | 富士通カワサキレッドスピリッツ （13勝4敗） | 2 - 3 (16-25) (27-25) (25-20) (27-29) (10-15) | 警視庁フォートファイターズ （12勝5敗） | 21世紀の森体育館 観客数: 624人 主審: 中馬義郎 副審: 安里克二 |
| #796 | 2013年3月9日 14:00 |                                            |                                               |                                        | 21世紀の森体育館 観客数: 624人 主審: 中馬義郎 副審: 安里克二 |

| #797 | 2013年3月9日 16:40 |                                    |                               |                                                |                                                              |
| #797 | 2013年3月9日 16:40 | 大同特殊鋼レッドスター （10勝8敗） | 3 - 0 (25-21) (25-20) (25-11) | 東京トヨペット・グリーンスパークル （1勝17敗） | 21世紀の森体育館 観客数: 366人 主審: 山本晋五 副審: 諸見謝尚 |
| #797 | 2013年3月9日 16:40 |                                    |                               |                                                | 21世紀の森体育館 観客数: 366人 主審: 山本晋五 副審: 諸見謝尚 |

#### 3月10日
| #798 | 2013年3月10日 11:00 |                                        |                               |                                      |                                                              |
| #798 | 2013年3月10日 11:00 | 警視庁フォートファイターズ （14勝4敗） | 3 - 0 (25-16) (25-18) (25-21) | トヨタ自動車サンホークス （2勝16敗） | 那覇市民体育館 観客数: 1,082人 主審: 中馬義郎 副審: 安里克二 |
| #798 | 2013年3月10日 11:00 |                                        |                               |                                      | 那覇市民体育館 観客数: 1,082人 主審: 中馬義郎 副審: 安里克二 |

| #799 | 2013年3月10日 13:00 |                                |                               |                                    |                                                              |
| #799 | 2013年3月10日 13:00 | ジェイテクトSTINGS （16勝2敗） | 3 - 0 (25-19) (32-30) (25-20) | 大同特殊鋼レッドスター （10勝9敗） | 那覇市民体育館 観客数: 1,101人 主審: 山本晋五 副審: 諸見謝尚 |
| #799 | 2013年3月10日 13:00 |                                |                               |                                    | 那覇市民体育館 観客数: 1,101人 主審: 山本晋五 副審: 諸見謝尚 |

| #800 | 2013年3月10日 15:05 |                                            |                               |                                                |                                                              |
| #800 | 2013年3月10日 15:05 | 富士通カワサキレッドスピリッツ （13勝5敗） | 3 - 3 (25-20) (25-18) (25-20) | 東京トヨペット・グリーンスパークル （1勝18敗） | 那覇市民体育館 観客数: 1,478人 主審: 代居正巳 副審: 安里克二 |
| #800 | 2013年3月10日 15:05 |                                            |                               |                                                | 那覇市民体育館 観客数: 1,478人 主審: 代居正巳 副審: 安里克二 |

#### 3月16日
| #801 | 2013年3月16日 13:03 |                                        |                               |                                                |                                                          |
| #801 | 2013年3月16日 13:03 | 警視庁フォートファイターズ （15勝4敗） | 3 - 0 (25-11) (25-15) (25-18) | 東京トヨペット・グリーンスパークル （1勝19敗） | 桜総合体育館 観客数: 364人 主審: 中島俊昌 副審: 酒井義成 |
| #801 | 2013年3月16日 13:03 |                                        |                               |                                                | 桜総合体育館 観客数: 364人 主審: 中島俊昌 副審: 酒井義成 |

| #802 | 2013年3月16日 15:00 |                                        |                                       |                            |                                                          |
| #802 | 2013年3月16日 15:00 | つくばユナイテッドSun GAIA （17勝2敗） | 3 - 1 (25-17) (25-16) (24-26) (25-20) | 東京ヴェルディ （13勝6敗） | 桜総合体育館 観客数: 566人 主審: 浅見靖人 副審: 松延亮一 |
| #802 | 2013年3月16日 15:00 |                                        |                                       |                            | 桜総合体育館 観客数: 566人 主審: 浅見靖人 副審: 松延亮一 |

| #803 | 2013年3月16日 11:00 |                              |                                       |                                  |                                                             |
| #803 | 2013年3月16日 11:00 | 兵庫デルフィーノ （5勝14敗） | 1 - 3 (21-25) (19-25) (25-23) (19-25) | 近畿クラブスフィーダ （6勝13敗） | ジェイテクト体育館 観客数: 70人 主審: 中山健 副審: 重岡紀彦 |
| #803 | 2013年3月16日 11:00 |                              |                                       |                                  | ジェイテクト体育館 観客数: 70人 主審: 中山健 副審: 重岡紀彦 |

| #804 | 2013年3月16日 13:20 |                                            |                       |                                      |                                                                |
| #804 | 2013年3月16日 13:20 | 富士通カワサキレッドスピリッツ （14勝5敗） | 3 - 0 (25-19) (25-16) | トヨタ自動車サンホークス （2勝17敗） | ジェイテクト体育館 観客数: 200人 主審: 大塚春夫 副審: 北浦陽介 |
| #804 | 2013年3月16日 13:20 |                                            |                       |                                      | ジェイテクト体育館 観客数: 200人 主審: 大塚春夫 副審: 北浦陽介 |

| #805 | 2013年3月16日 15:15 |                                |                       |                                          |                                                              |
| #805 | 2013年3月16日 15:15 | ジェイテクトSTINGS （17勝2敗） | 3 - 0 (25-12) (25-21) | きんでんトリニティーブリッツ （5勝14敗） | ジェイテクト体育館 観客数: 330人 主審: 加藤孝仁 副審: 岡谷仁 |
| #805 | 2013年3月16日 15:15 |                                |                       |                                          | ジェイテクト体育館 観客数: 330人 主審: 加藤孝仁 副審: 岡谷仁 |

#### 3月17日
| #806 | 2013年3月17日 12:00 |                                        |                               |                            |                                                          |
| #806 | 2013年3月17日 12:00 | 警視庁フォートファイターズ （16勝4敗） | 3 - 0 (27-25) (25-20) (25-16) | 東京ヴェルディ （13勝7敗） | 桜総合体育館 観客数: 398人 主審: 浅見靖人 副審: 松延亮一 |
| #806 | 2013年3月17日 12:00 |                                        |                               |                            | 桜総合体育館 観客数: 398人 主審: 浅見靖人 副審: 松延亮一 |

| #807 | 2013年3月17日 14:00 |                                        |                                       |                                     |                                                          |
| #807 | 2013年3月17日 14:00 | つくばユナイテッドSun GAIA （18勝2敗） | 3 - 1 (25-21) (22-25) (25-18) (25-21) | 大同特殊鋼レッドスター （10勝10敗） | 桜総合体育館 観客数: 489人 主審: 中島俊昌 副審: 笠倉雅弘 |
| #807 | 2013年3月17日 14:00 |                                        |                                       |                                     | 桜総合体育館 観客数: 489人 主審: 中島俊昌 副審: 笠倉雅弘 |

| #808 | 2013年3月17日 11:00 |                              |                                               |                                          |                                                                |
| #808 | 2013年3月17日 11:00 | 兵庫デルフィーノ （6勝14敗） | 3 - 2 (19-25) (25-20) (20-25) (28-26) (15-10) | きんでんトリニティーブリッツ （5勝15敗） | ジェイテクト体育館 観客数: 190人 主審: 加藤孝仁 副審: 北浦陽介 |
| #808 | 2013年3月17日 11:00 |                              |                                               |                                          | ジェイテクト体育館 観客数: 190人 主審: 加藤孝仁 副審: 北浦陽介 |

| #809 | 2013年3月17日 13:35 |                                  |                                               |                                      |                                                              |
| #809 | 2013年3月17日 13:35 | 近畿クラブスフィーダ （6勝14敗） | 2 - 3 (25-23) (19-25) (25-21) (16-25) (11-15) | トヨタ自動車サンホークス （3勝17敗） | ジェイテクト体育館 観客数: 320人 主審: 中山建 副審: 重岡紀彦 |
| #809 | 2013年3月17日 13:35 |                                  |                                               |                                      | ジェイテクト体育館 観客数: 320人 主審: 中山建 副審: 重岡紀彦 |

| #810 | 2013年3月17日 16:10 |                                |                               |                                            |                                                              |
| #810 | 2013年3月17日 16:10 | ジェイテクトSTINGS （18勝2敗） | 3 - 0 (25-13) (25-15) (25-13) | 富士通カワサキレッドスピリッツ （14勝6敗） | ジェイテクト体育館 観客数: 610人 主審: 大塚春夫 副審: 岡谷仁 |
| #810 | 2013年3月17日 16:10 |                                |                               |                                            | ジェイテクト体育館 観客数: 610人 主審: 大塚春夫 副審: 岡谷仁 |

### 最終順位
| 順位 | チーム名                           | 試合数 | 勝数 | 敗数 | 勝率  | セット率 | 備考                  |
| ---- | ---------------------------------- | ------ | ---- | ---- | ----- | -------- | --------------------- |
| 1    | ジェイテクトSTINGS                 | 20     | 18   | 2    | 0.900 | 6.111    | V・チャレンジマッチへ |
| 2    | つくばユナイテッドSun GAIA         | 20     | 18   | 2    | 0.900 | 4.308    | V・チャレンジマッチへ |
| 3    | 警視庁フォートファイターズ         | 20     | 16   | 4    | 0.800 |          |                       |
| 4    | 富士通カワサキレッドスピリッツ     | 20     | 14   | 6    | 0.700 |          |                       |
| 5    | 東京ヴェルディ                     | 20     | 13   | 7    | 0.650 |          |                       |
| 6    | 大同特殊鋼レッドスター             | 20     | 10   | 10   | 0.500 |          |                       |
| 7    | 近畿クラブスフィーダ               | 20     | 6    | 14   | 0.300 | 0.609    |                       |
| 8    | 兵庫デルフィーノ                   | 20     | 6    | 14   | 0.300 | 0.460    |                       |
| 9    | きんでんトリニティーブリッツ       | 20     | 5    | 15   | 0.250 |          |                       |
| 10   | トヨタ自動車サンホークス           | 20     | 3    | 17   | 0.150 |          |                       |
| 11   | 東京トヨペット・グリーンスパークル | 20     | 1    | 19   | 0.050 |          |                       |

### 個人賞
| No. | 賞名             | 受賞者     | 所属チーム                 | 備考                |
| --- | ---------------- | ---------- | -------------------------- | ------------------- |
| 1   | 優勝監督賞       | 長井浩二   | ジェイテクトSTINGS         |                     |
| 2   | 最高殊勲選手賞   | 松原広輔   | ジェイテクトSTINGS         |                     |
| 3   | 敢闘賞           | 吉野淳     | つくばユナイテッドSun GAIA |                     |
| 4   | 最優秀新人賞     | 根布屋匡史 | 東京ヴェルディ             |                     |
| 5   | 得点王           | 辰巳佳靖   | 大同特殊鋼レッドスター     | 総得点=362点        |
| 6   | スパイク賞       | 椿山竜介   | つくばユナイテッドSun GAIA | 決定率=59.5%        |
| 7   | ブロック賞       | 溝口信二   | 東京ヴェルディ             | 決定本数=1.40本/set |
| 8   | サーブ賞         | 松原広輔   | ジェイテクトSTINGS         | 効果率=21.7%        |
| 9   | サーブレシーブ賞 | 吉野淳     | つくばユナイテッドSun GAIA | 成功率=71.1%        |

### 入れ替え

#### V・チャレンジマッチ

##### 4月6日
| #821 | 2013年4月6日 |                                            |       |                                                |  |
| #821 | 2013年4月6日 | ジェイテクトSTINGS （チャレンジリーグ1位） | 3 - 0 | 大分三好ヴァイセアドラー （プレミアリーグ8位） |  |
| #821 | 2013年4月6日 |                                            |       |                                                |  |

| #822 | 2013年4月6日 |                                                    |       |                              |  |
| #822 | 2013年4月6日 | つくばユナイテッドSun GAIA （チャレンジリーグ2位） | 2 - 3 | FC東京 （プレミアリーグ7位） |  |
| #822 | 2013年4月6日 |                                                    |       |                              |  |

##### 4月7日
| #823 | 2013年4月7日 |                                            |       |                                                |  |
| #823 | 2013年4月7日 | ジェイテクトSTINGS （チャレンジリーグ1位） | 0 - 3 | 大分三好ヴァイセアドラー （プレミアリーグ8位） |  |
| #823 | 2013年4月7日 |                                            |       |                                                |  |

| #824 | 2013年4月7日 |                                                    |       |                              |  |
| #824 | 2013年4月7日 | つくばユナイテッドSun GAIA （チャレンジリーグ2位） | 1 - 3 | FC東京 （プレミアリーグ7位） |  |
| #824 | 2013年4月7日 |                                                    |       |                              |  |

この結果、つくばユナイテッドSun GAIAのチャレンジリーグ残留、得点率（得失点差9）によりジェイテクトSTINGSのプレミアリーグ昇格が決定。
V・チャレンジマッチの試合結果の詳細については、バレーボール2012/13Vプレミアリーグを参照のこと。

## 女子

### 参加チーム
| 前回順位 | チーム名                 | 備考               |
| -------- | ------------------------ | ------------------ |
| 1        | 日立リヴァーレ           |                    |
| 2        | 上尾メディックス         |                    |
| 3        | KUROBEアクアフェアリーズ |                    |
| 4        | 大野石油広島オイラーズ   |                    |
| 5        | PFUブルーキャッツ        |                    |
| 8        | フォレストリーヴズ熊本   |                    |
| 9        | 仙台ベルフィーユ         |                    |
| 10       | 柏エンゼルクロス         |                    |
| 12       | GSSサンビームズ          |                    |
| -        | JAぎふリオレーナ         | 準加盟チームが昇格 |

### 1Leg
斜字のチームがホームチームである。

#### 11月10日
| #851 | 2012年11月10日 11:00 |                        |                               |                          |                                                                    |
| #851 | 2012年11月10日 11:00 | 日立リヴァーレ （1勝） | 3 - 0 (25-18) (25-15) (25-21) | 仙台ベルフィーユ （1敗） | 松任総合運動公園体育館 観客数: 320人 主審: 三見洋子 副審: 奥野俊雄 |
| #851 | 2012年11月10日 11:00 |                        |                               |                          | 松任総合運動公園体育館 観客数: 320人 主審: 三見洋子 副審: 奥野俊雄 |

| #852 | 2012年11月10日 13:00 |                                |                       |                         |                                                                      |
| #852 | 2012年11月10日 13:00 | 大野石油広島オイラーズ （1勝） | 3 - 0 (15-25) (17-25) | GSSサンビームズ （1敗） | 松任総合運動公園体育館 観客数: 430人 主審: 紙井ひとみ 副審: 松谷俊広 |
| #852 | 2012年11月10日 13:00 |                                |                       |                         | 松任総合運動公園体育館 観客数: 430人 主審: 紙井ひとみ 副審: 松谷俊広 |

| #853 | 2012年11月10日 15:15 |                           |                                       |                          |                                                                    |
| #853 | 2012年11月10日 15:15 | PFUブルーキャッツ （1勝） | 3 - 1 (25-17) (25-22) (29-31) (25-16) | JAぎふリオレーナ （1敗） | 松任総合運動公園体育館 観客数: 642人 主審: 中島俊昌 副審: 奥野俊雄 |
| #853 | 2012年11月10日 15:15 |                           |                                       |                          | 松任総合運動公園体育館 観客数: 642人 主審: 中島俊昌 副審: 奥野俊雄 |

| #854 | 2012年11月10日 13:00 |                          |                               |                          |                                                                |
| #854 | 2012年11月10日 13:00 | 上尾メディックス （1勝） | 3 - 0 (25-22) (25-12) (25-10) | 柏エンゼルクロス （1敗） | 益城町総合体育館 観客数: 1,200人 主審: 須藤義宏 副審: 松永美志 |
| #854 | 2012年11月10日 13:00 |                          |                               |                          | 益城町総合体育館 観客数: 1,200人 主審: 須藤義宏 副審: 松永美志 |

| #855 | 2012年11月10日 15:00 |                                |                                       |                                  |                                                                |
| #855 | 2012年11月10日 15:00 | フォレストリーヴズ熊本 （1敗） | 1 - 3 (25-23) (21-25) (24-26) (22-25) | KUROBEアクアフェアリーズ （1勝） | 益城町総合体育館 観客数: 1,300人 主審: 須藤義宏 副審: 坂本紀一 |
| #855 | 2012年11月10日 15:00 |                                |                                       |                                  | 益城町総合体育館 観客数: 1,300人 主審: 須藤義宏 副審: 坂本紀一 |

#### 11月11日
| #856 | 2012年11月11日 12:00 |                         |                               |                             |                                                                      |
| #856 | 2012年11月11日 12:00 | GSSサンビームズ （2敗） | 0 - 3 (16-25) (21-25) (22-25) | JAぎふリオレーナ （1勝1敗） | 松任総合運動公園体育館 観客数: 175人 主審: 紙井ひとみ 副審: 奥野俊雄 |
| #856 | 2012年11月11日 12:00 |                         |                               |                             | 松任総合運動公園体育館 観客数: 175人 主審: 紙井ひとみ 副審: 奥野俊雄 |

| #857 | 2012年11月11日 14:15 |                              |                               |                                |                                                                    |
| #857 | 2012年11月11日 14:15 | PFUブルーキャッツ （1勝1敗） | 1 - 3 (15-25) (25-19) (20-25) | 大野石油広島オイラーズ （2勝） | 松任総合運動公園体育館 観客数: 369人 主審: 三見洋子 副審: 松谷俊宏 |
| #857 | 2012年11月11日 14:15 |                              |                               |                                | 松任総合運動公園体育館 観客数: 369人 主審: 三見洋子 副審: 松谷俊宏 |

| #858 | 2012年11月11日 12:00 |                          |                               |                                     |                                                                                          |
| #858 | 2012年11月11日 12:00 | 上尾メディックス （2勝） | 3 - 0 (25-20) (25-16) (25-21) | KUROBEアクアフェアリーズ （1勝1敗） | 芦北町民総合センター（しろやまスカイドーム） 観客数: 700人 主審: 山本晋吾 副審: 坂本紀一 |
| #858 | 2012年11月11日 12:00 |                          |                               |                                     | 芦北町民総合センター（しろやまスカイドーム） 観客数: 700人 主審: 山本晋吾 副審: 坂本紀一 |

| #859 | 2012年11月11日 14:00 |                                |                                               |                             |                                                                                          |
| #859 | 2012年11月11日 14:00 | フォレストリーヴズ熊本 （2敗） | 2 - 3 (21-25) (25-22) (18-25) (25-22) (12-15) | 柏エンゼルクロス （1勝1敗） | 芦北町民総合センター（しろやまスカイドーム） 観客数: 800人 主審: 須藤義宏 副審: 松永美志 |
| #859 | 2012年11月11日 14:00 |                                |                                               |                             | 芦北町民総合センター（しろやまスカイドーム） 観客数: 800人 主審: 須藤義宏 副審: 松永美志 |

#### 11月17日
| #860 | 2012年11月17日 13:00 |                             |                                       |                             |                                                            |
| #860 | 2012年11月17日 13:00 | 仙台ベルフィーユ （1勝1敗） | 3 - 1 (25-21) (26-24) (22-25) (25-19) | JAぎふリオレーナ （1勝2敗） | 仙台市体育館 観客数: 1,618人 主審: 浅井唯由 副審: 佐々木功 |
| #860 | 2012年11月17日 13:00 |                             |                                       |                             | 仙台市体育館 観客数: 1,618人 主審: 浅井唯由 副審: 佐々木功 |

| #861 | 2012年11月17日 15:35 |                                     |                               |                         |                                                          |
| #861 | 2012年11月17日 15:35 | KUROBEアクアフェアリーズ （2勝1敗） | 3 - 0 (25-22) (25-18) (25-19) | GSSサンビームズ （3敗） | 仙台市体育館 観客数: 600人 主審: 高橋宏明 副審: 早坂行博 |
| #861 | 2012年11月17日 15:35 |                                     |                               |                         | 仙台市体育館 観客数: 600人 主審: 高橋宏明 副審: 早坂行博 |

| #862 | 2012年11月17日 13:00 |                          |                               |                                   |                                                          |
| #862 | 2012年11月17日 13:00 | 上尾メディックス （3勝） | 3 - 0 (25-23) (25-16) (25-19) | 大野石油広島オイラーズ （2勝1敗） | 柏市中央体育館 観客数: 500人 主審: 中西幸治 副審: 関秀彰 |
| #862 | 2012年11月17日 13:00 |                          |                               |                                   | 柏市中央体育館 観客数: 500人 主審: 中西幸治 副審: 関秀彰 |

| #863 | 2012年11月17日 15:00 |                             |                               |                              |                                                            |
| #863 | 2012年11月17日 15:00 | 柏エンゼルクロス （1勝2敗） | 0 - 3 (14-25) (17-25) (15-25) | PFUブルーキャッツ （2勝1敗） | 柏市中央体育館 観客数: 600人 主審: 種元桂子 副審: 伊藤崇裕 |
| #863 | 2012年11月17日 15:00 |                             |                               |                              | 柏市中央体育館 観客数: 600人 主審: 種元桂子 副審: 伊藤崇裕 |

#### 11月18日
| #864 | 2012年11月18日 11:00 |                             |                       |                         |                                                            |
| #864 | 2012年11月18日 11:00 | 仙台ベルフィーユ （2勝1敗） | 3 - 0 (25-14) (25-17) | GSSサンビームズ （4敗） | 仙台市体育館 観客数: 2,066人 主審: 浅井唯由 副審: 早坂行博 |
| #864 | 2012年11月18日 11:00 |                             |                       |                         | 仙台市体育館 観客数: 2,066人 主審: 浅井唯由 副審: 早坂行博 |

| #865 | 2012年11月18日 13:00 |                                     |                                       |                             |                                                            |
| #865 | 2012年11月18日 13:00 | KUROBEアクアフェアリーズ （3勝1敗） | 3 - 1 (26-24) (25-11) (25-27) (25-21) | JAぎふリオレーナ （1勝3敗） | 仙台市体育館 観客数: 1,007人 主審: 高橋宏明 副審: 佐々木功 |
| #865 | 2012年11月18日 13:00 |                                     |                                       |                             | 仙台市体育館 観客数: 1,007人 主審: 高橋宏明 副審: 佐々木功 |

| #866 | 2012年11月18日 12:00 |                          |                               |                              |                                                          |
| #866 | 2012年11月18日 12:00 | 上尾メディックス （4勝） | 3 - 0 (25-17) (25-19) (25-18) | PFUブルーキャッツ （2勝2敗） | 柏市中央体育館 観客数: 450人 主審: 種元桂子 副審: 関秀彰 |
| #866 | 2012年11月18日 12:00 |                          |                               |                              | 柏市中央体育館 観客数: 450人 主審: 種元桂子 副審: 関秀彰 |

| #867 | 2012年11月18日 14:00 |                             |                                       |                                   |                                                            |
| #867 | 2012年11月18日 14:00 | 柏エンゼルクロス （1勝3敗） | 1 - 3 (18-25) (25-27) (25-23) (12-25) | 大野石油広島オイラーズ （3勝1敗） | 柏市中央体育館 観客数: 600人 主審: 中西幸治 副審: 花野井茂 |
| #867 | 2012年11月18日 14:00 |                             |                                       |                                   | 柏市中央体育館 観客数: 600人 主審: 中西幸治 副審: 花野井茂 |

#### 12月1日
| #868 | 2012年12月1日 13:00 |                             |                               |                             |                                                                    |
| #868 | 2012年12月1日 13:00 | 仙台ベルフィーユ （3勝1敗） | 3 - 1 (19-25) (25-16) (25-13) | 柏エンゼルクロス （1勝4敗） | 富谷スポーツセンター 観客数: 1,634人 主審: 西中野健 副審: 佐々木功 |
| #868 | 2012年12月1日 13:00 |                             |                               |                             | 富谷スポーツセンター 観客数: 1,634人 主審: 西中野健 副審: 佐々木功 |

| #869 | 2012年12月1日 15:20 |                        |                                       |                                   |                                                                    |
| #869 | 2012年12月1日 15:20 | 日立リヴァーレ （2勝） | 3 - 1 (25-18) (22-25) (25-15) (25-18) | 大野石油広島オイラーズ （3勝2敗） | 富谷スポーツセンター 観客数: 1,551人 主審: 高橋宏明 副審: 岸名紀彦 |
| #869 | 2012年12月1日 15:20 |                        |                                       |                                   | 富谷スポーツセンター 観客数: 1,551人 主審: 高橋宏明 副審: 岸名紀彦 |

| #870 | 2012年12月1日 13:00 |                              |                               |                                   |                                                                |
| #870 | 2012年12月1日 13:00 | PFUブルーキャッツ （3勝2敗） | 3 - 0 (25-20) (25-16) (25-15) | フォレストリーヴズ熊本 （0勝3敗） | 北本市体育センター 観客数: 421人 主審: 浅井唯由 副審: 重竹雅行 |
| #870 | 2012年12月1日 13:00 |                              |                               |                                   | 北本市体育センター 観客数: 421人 主審: 浅井唯由 副審: 重竹雅行 |

| #871 | 2012年12月1日 15:00 |                          |                       |                         |                                                                  |
| #871 | 2012年12月1日 15:00 | 上尾メディックス （5勝） | 3 - 0 (25-13) (25-12) | GSSサンビームズ （5敗） | 北本市体育センター 観客数: 885人 主審: 小瀧健二 副審: 小野沢一宏 |
| #871 | 2012年12月1日 15:00 |                          |                       |                         | 北本市体育センター 観客数: 885人 主審: 小瀧健二 副審: 小野沢一宏 |

#### 12月2日
| #872 | 2012年12月2日 12:00 |                        |                               |                             |                                                                    |
| #872 | 2012年12月2日 12:00 | 日立リヴァーレ （3勝） | 3 - 0 (25-21) (25-13) (25-11) | 柏エンゼルクロス （1勝5敗） | 富谷スポーツセンター 観客数: 1,336人 主審: 高橋宏明 副審: 佐々木功 |
| #872 | 2012年12月2日 12:00 |                        |                               |                             | 富谷スポーツセンター 観客数: 1,336人 主審: 高橋宏明 副審: 佐々木功 |

| #873 | 2012年12月2日 14:00 |                             |                               |                                   |                                                                    |
| #873 | 2012年12月2日 14:00 | 仙台ベルフィーユ （3勝2敗） | 0 - 3 (17-25) (21-25) (23-25) | 大野石油広島オイラーズ （4勝2敗） | 富谷スポーツセンター 観客数: 1,555人 主審: 西中野健 副審: 早坂行博 |
| #873 | 2012年12月2日 14:00 |                             |                               |                                   | 富谷スポーツセンター 観客数: 1,555人 主審: 西中野健 副審: 早坂行博 |

| #874 | 2012年12月2日 12:00 |                              |                               |                         |                                                                |
| #874 | 2012年12月2日 12:00 | PFUブルーキャッツ （4勝2敗） | 3 - 0 (25-12) (25-20) (25-11) | GSSサンビームズ （6敗） | 北本市体育センター 観客数: 437人 主審: 浅井唯由 副審: 中里明啓 |
| #874 | 2012年12月2日 12:00 |                              |                               |                         | 北本市体育センター 観客数: 437人 主審: 浅井唯由 副審: 中里明啓 |

| #875 | 2012年12月2日 14:00 |                          |                               |                                |                                                                |
| #875 | 2012年12月2日 14:00 | 上尾メディックス （6勝） | 3 - 0 (25-16) (25-19) (25-20) | フォレストリーヴズ熊本 （4敗） | 北本市体育センター 観客数: 813人 主審: 小瀧健二 副審: 重竹雅行 |
| #875 | 2012年12月2日 14:00 |                          |                               |                                | 北本市体育センター 観客数: 813人 主審: 小瀧健二 副審: 重竹雅行 |

#### 12月8日
| #876 | 2012年12月8日 13:00 |                             |                       |                             |                                                            |
| #876 | 2012年12月8日 13:00 | 柏エンゼルクロス （1勝6敗） | 0 - 3 (23-25) (19-25) | JAぎふリオレーナ （2勝3敗） | 猫田記念体育館 観客数: 250人 主審: 前川清隆 副審: 荒谷和繁 |
| #876 | 2012年12月8日 13:00 |                             |                       |                             | 猫田記念体育館 観客数: 250人 主審: 前川清隆 副審: 荒谷和繁 |

| #877 | 2012年12月8日 15:00 |                                   |                               |                                |                                                            |
| #877 | 2012年12月8日 15:00 | 大野石油広島オイラーズ （5勝2敗） | 3 - 0 (27-25) (25-18) (25-19) | フォレストリーヴズ熊本 （5敗） | 猫田記念体育館 観客数: 450人 主審: 戸川太輔 副審: 谷川哲也 |
| #877 | 2012年12月8日 15:00 |                                   |                               |                                | 猫田記念体育館 観客数: 450人 主審: 戸川太輔 副審: 谷川哲也 |

#### 12月9日
| #878 | 2012年12月9日 12:00 |                                     |                                       |                              |                                                            |
| #878 | 2012年12月9日 12:00 | KUROBEアクアフェアリーズ （4勝1敗） | 3 - 1 (25-18) (23-25) (25-19) (25-21) | PFUブルーキャッツ （4勝3敗） | 猫田記念体育館 観客数: 300人 主審: 前川清隆 副審: 谷川哲也 |
| #878 | 2012年12月9日 12:00 |                                     |                                       |                              | 猫田記念体育館 観客数: 300人 主審: 前川清隆 副審: 谷川哲也 |

| #879 | 2012年12月9日 14:25 |                                   |                       |                             |                                                            |
| #879 | 2012年12月9日 14:25 | 大野石油広島オイラーズ （6勝2敗） | 3 - 0 (25-21) (25-23) | JAぎふリオレーナ （2勝4敗） | 猫田記念体育館 観客数: 550人 主審: 戸川太輔 副審: 荒谷和繁 |
| #879 | 2012年12月9日 14:25 |                                   |                       |                             | 猫田記念体育館 観客数: 550人 主審: 戸川太輔 副審: 荒谷和繁 |

#### 1月12日
| #880 | 2013年1月12日 13:00 |                        |                               |                             |                                                                      |
| #880 | 2013年1月12日 13:00 | 日立リヴァーレ （4勝） | 3 - 0 (25-12) (25-15) (25-18) | JAぎふリオレーナ （2勝5敗） | 松任総合運動公園体育館 観客数: 351人 主審: 紙井ひとみ 副審: 奥野俊雄 |
| #880 | 2013年1月12日 13:00 |                        |                               |                             | 松任総合運動公園体育館 観客数: 351人 主審: 紙井ひとみ 副審: 奥野俊雄 |

| #881 | 2013年1月12日 15:00 |                              |                                       |                             |                                                                    |
| #881 | 2013年1月12日 15:00 | PFUブルーキャッツ （5勝3敗） | 3 - 1 (23-25) (25-17) (25-19) (27-25) | 仙台ベルフィーユ （3勝3敗） | 松任総合運動公園体育館 観客数: 602人 主審: 赤川孝義 副審: 有乗正志 |
| #881 | 2013年1月12日 15:00 |                              |                                       |                             | 松任総合運動公園体育館 観客数: 602人 主審: 赤川孝義 副審: 有乗正志 |

#### 1月13日
| #882 | 2013年1月13日 12:00 |                                     |                               |                             |                                                                      |
| #882 | 2013年1月13日 12:00 | KUROBEアクアフェアリーズ （4勝2敗） | 1 - 3 (22-25) (25-21) (17-25) | 仙台ベルフィーユ （4勝3敗） | 松任総合運動公園体育館 観客数: 348人 主審: 紙井ひとみ 副審: 奥野俊雄 |
| #882 | 2013年1月13日 12:00 |                                     |                               |                             | 松任総合運動公園体育館 観客数: 348人 主審: 紙井ひとみ 副審: 奥野俊雄 |

| #883 | 2013年1月13日 14:40 |                              |                               |                        |                                                                    |
| #883 | 2013年1月13日 14:40 | PFUブルーキャッツ （5勝4敗） | 0 - 3 (20-25) (14-25) (17-25) | 日立リヴァーレ （5勝） | 松任総合運動公園体育館 観客数: 835人 主審: 有乗正志 副審: 赤川孝義 |
| #883 | 2013年1月13日 14:40 |                              |                               |                        | 松任総合運動公園体育館 観客数: 835人 主審: 有乗正志 副審: 赤川孝義 |

#### 1月19日
| #884 | 2013年1月19日 13:00 |                                   |                               |                         |                                                                |
| #884 | 2013年1月19日 13:00 | フォレストリーヴズ熊本 （1勝5敗） | 3 - 0 (25-10) (30-28) (25-16) | GSSサンビームズ （7敗） | かなくぼ総合体育館 観客数: 800人 主審: 重竹雅行 副審: 酒井義成 |
| #884 | 2013年1月19日 13:00 |                                   |                               |                         | かなくぼ総合体育館 観客数: 800人 主審: 重竹雅行 副審: 酒井義成 |

| #885 | 2013年1月19日 15:00 |                           |                               |                          |                                                                  |
| #885 | 2013年1月19日 15:00 | 日立リヴァーレ （5勝1敗） | 0 - 3 (23-25) (20-25) (23-25) | 上尾メディックス （7勝） | かなくぼ総合体育館 観客数: 1,771人 主審: 野村考一 副審: 笠倉雅弘 |
| #885 | 2013年1月19日 15:00 |                           |                               |                          | かなくぼ総合体育館 観客数: 1,771人 主審: 野村考一 副審: 笠倉雅弘 |

#### 1月20日
| #886 | 2013年1月20日 12:00 |                                     |                                               |                                   |                                                                |
| #886 | 2013年1月20日 12:00 | KUROBEアクアフェアリーズ （5勝2敗） | 3 - 2 (31-33) (25-20) (27-25) (21-25) (16-14) | 大野石油広島オイラーズ （6勝3敗） | かなくぼ総合体育館 観客数: 506人 主審: 野村考一 副審: 笠倉雅弘 |
| #886 | 2013年1月20日 12:00 |                                     |                                               |                                   | かなくぼ総合体育館 観客数: 506人 主審: 野村考一 副審: 笠倉雅弘 |

| #887 | 2013年1月20日 15:00 |                           |                               |                                   |                                                                |
| #887 | 2013年1月20日 15:00 | 日立リヴァーレ （6勝1敗） | 3 - 0 (25-22) (25-19) (25-14) | フォレストリーヴズ熊本 （1勝6敗） | かなくぼ総合体育館 観客数: 597人 主審: 重竹雅行 副審: 酒井義成 |
| #887 | 2013年1月20日 15:00 |                           |                               |                                   | かなくぼ総合体育館 観客数: 597人 主審: 重竹雅行 副審: 酒井義成 |

#### 1月26日
| #888 | 2013年1月26日 13:00 |                          |                              |                             |                                                                |
| #888 | 2013年1月26日 13:00 | 上尾メディックス （8勝） | 3 - 0 (25-12) (25-9) (25-17) | JAぎふリオレーナ （2勝6敗） | ゼビオアリーナ仙台 観客数: 788人 主審: 高橋宏明 副審: 佐々木功 |
| #888 | 2013年1月26日 13:00 |                          |                              |                             | ゼビオアリーナ仙台 観客数: 788人 主審: 高橋宏明 副審: 佐々木功 |

| #889 | 2013年1月26日 15:00 |                             |                               |                                   |                                                                  |
| #889 | 2013年1月26日 15:00 | 仙台ベルフィーユ （5勝3敗） | 3 - 0 (25-16) (25-19) (25-18) | フォレストリーヴズ熊本 （1勝7敗） | ゼビオアリーナ仙台 観客数: 1,610人 主審: 丸山道博 副審: 早坂行博 |
| #889 | 2013年1月26日 15:00 |                             |                               |                                   | ゼビオアリーナ仙台 観客数: 1,610人 主審: 丸山道博 副審: 早坂行博 |

| #890 | 2013年1月26日 13:00 |                           |                              |                         |                                                                    |
| #890 | 2013年1月26日 13:00 | 日立リヴァーレ （7勝1敗） | 3 - 0 (25-9) (25-14) (25-11) | GSSサンビームズ （8敗） | 黒部市総合体育センター 観客数: 500人 主審: 戸川太輔 副審: 水落浩人 |
| #890 | 2013年1月26日 13:00 |                           |                              |                         | 黒部市総合体育センター 観客数: 500人 主審: 戸川太輔 副審: 水落浩人 |

| #891 | 2013年1月26日 15:00 |                                     |                                               |                             |                                                                  |
| #891 | 2013年1月26日 15:00 | KUROBEアクアフェアリーズ （5勝3敗） | 2 - 3 (25-19) (20-25) (25-13) (14-25) (10-15) | 柏エンゼルクロス （2勝6敗） | 黒部市総合体育センター 観客数: 720人 主審: 山条康弘 副審: 黒地忍 |
| #891 | 2013年1月26日 15:00 |                                     |                                               |                             | 黒部市総合体育センター 観客数: 720人 主審: 山条康弘 副審: 黒地忍 |

#### 1月27日
| #892 | 2013年1月27日 12:00 |                                   |                               |                             |                                                                |
| #892 | 2013年1月27日 12:00 | フォレストリーヴズ熊本 （1勝8敗） | 0 - 3 (17-25) (25-27) (21-25) | JAぎふリオレーナ （3勝6敗） | ゼビオアリーナ仙台 観客数: 742人 主審: 高橋宏明 副審: 早坂行博 |
| #892 | 2013年1月27日 12:00 |                                   |                               |                             | ゼビオアリーナ仙台 観客数: 742人 主審: 高橋宏明 副審: 早坂行博 |

| #893 | 2013年1月27日 14:15 |                           |                       |                           |                                                                  |
| #893 | 2013年1月27日 14:15 | 仙台ベルフィーユ （勝敗） | 0 - 3 (21-25) (20-25) | 上尾メディックス （勝敗） | ゼビオアリーナ仙台 観客数: 1,442人 主審: 丸山道博 副審: 佐々木功 |
| #893 | 2013年1月27日 14:15 |                           |                       |                           | ゼビオアリーナ仙台 観客数: 1,442人 主審: 丸山道博 副審: 佐々木功 |

| #894 | 2013年1月27日 12:00 |                             |                               |                         |                                                                  |
| #894 | 2013年1月27日 12:00 | 柏エンゼルクロス （3勝6敗） | 3 - 0 (25-17) (25-14) (25-17) | GSSサンビームズ （9敗） | 黒部市総合体育センター 観客数: 520人 主審: 山条康弘 副審: 黒地忍 |
| #894 | 2013年1月27日 12:00 |                             |                               |                         | 黒部市総合体育センター 観客数: 520人 主審: 山条康弘 副審: 黒地忍 |

| #895 | 2013年1月27日 14:00 |                                     |                                       |                           |                                                                    |
| #895 | 2013年1月27日 14:00 | KUROBEアクアフェアリーズ （5勝4敗） | 1 - 3 (18-25) (25-23) (11-25) (17-25) | 日立リヴァーレ （8勝1敗） | 黒部市総合体育センター 観客数: 910人 主審: 戸川太輔 副審: 水落浩人 |
| #895 | 2013年1月27日 14:00 |                                     |                                       |                           | 黒部市総合体育センター 観客数: 910人 主審: 戸川太輔 副審: 水落浩人 |

#### 1Legの結果
| 順位 | チーム名                 | 試合数 | 勝数 | 敗数 | 勝率  | セット率 | 備考 |
| ---- | ------------------------ | ------ | ---- | ---- | ----- | -------- | ---- |
| 1    | 上尾メディックス         | 9      | 9    | 0    | 1.000 |          |      |
| 2    | 日立リヴァーレ           | 9      | 8    | 1    | 0.889 |          |      |
| 3    | 大野石油広島オイラーズ   | 9      | 6    | 3    | 0.667 |          |      |
| 4    | PFUブルーキャッツ        | 9      | 5    | 4    | 0.556 | 1.214    |      |
| 5    | KUROBEアクアフェアリーズ | 9      | 5    | 4    | 0.556 | 1.118    |      |
| 6    | 仙台ベルフィーユ         | 9      | 5    | 4    | 0.556 | 1.067    |      |
| 7    | JAぎふリオレーナ         | 9      | 3    | 6    | 0.333 | 0.667    |      |
| 8    | 柏エンゼルクロス         | 9      | 3    | 6    | 0.333 | 0.500    |      |
| 9    | フォレストリーヴズ熊本   | 9      | 1    | 8    | 0.111 |          |      |
| 10   | GSSサンビームズ          | 9      | 0    | 9    | 0.000 |          |      |

### 2Leg
斜字のチームがホームチームである。

#### 2月2日
| #896 | 2013年2月2日 13:00 |                           |                       |                                     |                                                                              |
| #896 | 2013年2月2日 13:00 | 日立リヴァーレ （9勝1敗） | 3 - 0 (25-17) (25-15) | KUROBEアクアフェアリーズ （5勝5敗） | JAぎふアグリパーク鈴が坂アリーナ 観客数: 481人 主審: 浅見靖人 副審: 加藤孝仁 |
| #896 | 2013年2月2日 13:00 |                           |                       |                                     | JAぎふアグリパーク鈴が坂アリーナ 観客数: 481人 主審: 浅見靖人 副審: 加藤孝仁 |

| #897 | 2013年2月2日 15:05 |                             |                                       |                             |                                                                            |
| #897 | 2013年2月2日 15:05 | JAぎふリオレーナ （4勝6敗） | 3 - 1 (29-27) (22-25) (12-25) (17-25) | 仙台ベルフィーユ （5勝5敗） | JAぎふアグリパーク鈴が坂アリーナ 観客数: 759人 主審: 城智人 副審: 高橋弘二 |
| #897 | 2013年2月2日 15:05 |                             |                                       |                             | JAぎふアグリパーク鈴が坂アリーナ 観客数: 759人 主審: 城智人 副審: 高橋弘二 |

| #898 | 2013年2月2日 13:00 |                           |                               |                                   |                                                                  |
| #898 | 2013年2月2日 13:00 | 上尾メディックス （10勝） | 3 - 0 (25-22) (25-23) (25-21) | 大野石油広島オイラーズ （6勝4敗） | 北島北公園総合体育館 観客数: 520人 主審: 大塚春夫 副審: 中本浩平 |
| #898 | 2013年2月2日 13:00 |                           |                               |                                   | 北島北公園総合体育館 観客数: 520人 主審: 大塚春夫 副審: 中本浩平 |

| #899 | 2013年2月2日 15:05 |                              |                               |                             |                                                                  |
| #899 | 2013年2月2日 15:05 | PFUブルーキャッツ （6勝4敗） | 3 - 0 (25-16) (31-29) (25-17) | 柏エンゼルクロス （3勝7敗） | 北島北公園総合体育館 観客数: 605人 主審: 横山寿一 副審: 前川清隆 |
| #899 | 2013年2月2日 15:05 |                              |                               |                             | 北島北公園総合体育館 観客数: 605人 主審: 横山寿一 副審: 前川清隆 |

#### 2月3日
| #900 | 2013年2月3日 12:00 |                           |                              |                              |                                                                              |
| #900 | 2013年2月3日 12:00 | 日立リヴァーレ （5勝6敗） | 3 - 0 (25-18) (25-20) (25-9) | 仙台ベルフィーユ （10勝1敗） | JAぎふアグリパーク鈴が坂アリーナ 観客数: 494人 主審: 浅見靖人 副審: 高橋弘二 |
| #900 | 2013年2月3日 12:00 |                           |                              |                              | JAぎふアグリパーク鈴が坂アリーナ 観客数: 494人 主審: 浅見靖人 副審: 高橋弘二 |

| #901 | 2013年2月3日 14:00 |                             |                                               |                                     |                                                                            |
| #901 | 2013年2月3日 14:00 | JAぎふリオレーナ （4勝7敗） | 2 - 3 (25-17) (30-32) (24-26) (25-23) (14-16) | KUROBEアクアフェアリーズ （6勝5敗） | JAぎふアグリパーク鈴が坂アリーナ 観客数: 607人 主審: 加藤孝仁 副審: 城智人 |
| #901 | 2013年2月3日 14:00 |                             |                                               |                                     | JAぎふアグリパーク鈴が坂アリーナ 観客数: 607人 主審: 加藤孝仁 副審: 城智人 |

| #902 | 2013年2月3日 12:00 |                           |                                               |                              |                                                                  |
| #902 | 2013年2月3日 12:00 | 上尾メディックス （11勝） | 3 - 2 (25-19) (21-25) (25-12) (22-25) (15-12) | PFUブルーキャッツ （6勝5敗） | 北島北公園総合体育館 観客数: 454人 主審: 大塚春夫 副審: 中本浩平 |
| #902 | 2013年2月3日 12:00 |                           |                                               |                              | 北島北公園総合体育館 観客数: 454人 主審: 大塚春夫 副審: 中本浩平 |

| #903 | 2013年2月3日 14:45 |                                   |                       |                          |                                                                  |
| #903 | 2013年2月3日 14:45 | フォレストリーヴズ熊本 （2勝8敗） | 3 - 0 (25-19) (25-17) | GSSサンビームズ （10敗） | 北島北公園総合体育館 観客数: 350人 主審: 前川清隆 副審: 横山寿一 |
| #903 | 2013年2月3日 14:45 |                                   |                       |                          | 北島北公園総合体育館 観客数: 350人 主審: 前川清隆 副審: 横山寿一 |

#### 2月9日
| #904 | 2013年2月9日 13:00 |                                     |                                       |                              |                                                                      |
| #904 | 2013年2月9日 13:00 | KUROBEアクアフェアリーズ （6勝6敗） | 1 - 3 (22-25) (19-25) (25-22) (20-25) | PFUブルーキャッツ （7勝5敗） | 江戸川区スポーツセンター 観客数: 590人 主審: 赤川孝義 副審: 七澤公仁 |
| #904 | 2013年2月9日 13:00 |                                     |                                       |                              | 江戸川区スポーツセンター 観客数: 590人 主審: 赤川孝義 副審: 七澤公仁 |

| #905 | 2013年2月9日 15:25 |                          |                               |                           |                                                                      |
| #905 | 2013年2月9日 15:25 | GSSサンビームズ （11敗） | 0 - 3 (17-25) (12-25) (23-25) | 上尾メディックス （12勝） | 江戸川区スポーツセンター 観客数: 540人 主審: 山条康弘 副審: 細井啓太 |
| #905 | 2013年2月9日 15:25 |                          |                               |                           | 江戸川区スポーツセンター 観客数: 540人 主審: 山条康弘 副審: 細井啓太 |

#### 2月10日
| #906 | 2013年2月10日 12:00 |                            |                                       |                             |                                                                      |
| #906 | 2013年2月10日 12:00 | 日立リヴァーレ （11勝1敗） | 3 - 1 (25-14) (24-26) (25-20) (25-23) | JAぎふリオレーナ （4勝8敗） | 江戸川区スポーツセンター 観客数: 810人 主審: 山条康弘 副審: 饗庭和恵 |
| #906 | 2013年2月10日 12:00 |                            |                                       |                             | 江戸川区スポーツセンター 観客数: 810人 主審: 山条康弘 副審: 饗庭和恵 |

| #907 | 2013年2月10日 14:20 |                           |                               |                             |                                                                      |
| #907 | 2013年2月10日 14:20 | GSSサンビームズ （126敗） | 0 - 3 (21-25) (12-25) (15-25) | 仙台ベルフィーユ （6勝6敗） | 江戸川区スポーツセンター 観客数: 560人 主審: 赤川孝義 副審: 高田恒樹 |
| #907 | 2013年2月10日 14:20 |                           |                               |                             | 江戸川区スポーツセンター 観客数: 560人 主審: 赤川孝義 副審: 高田恒樹 |

#### 2月23日
| #908 | 2013年2月23日 13:00 |                             |                                       |                             |                                                                |
| #908 | 2013年2月23日 13:00 | 仙台ベルフィーユ （7勝6敗） | 3 - 1 (25-18) (27-25) (16-25) (25-22) | 柏エンゼルクロス （3勝8敗） | 熊谷市立市民体育館 観客数: 746人 主審: 重竹雅行 副審: 阿部孝広 |
| #908 | 2013年2月23日 13:00 |                             |                                       |                             | 熊谷市立市民体育館 観客数: 746人 主審: 重竹雅行 副審: 阿部孝広 |

| #909 | 2013年2月23日 15:25 |                              |                                       |                            |                                                                  |
| #909 | 2013年2月23日 15:25 | 上尾メディックス （12勝1敗） | 1 - 3 (18-25) (25-23) (18-25) (15-25) | 日立リヴァーレ （12勝1敗） | 熊谷市立市民体育館 観客数: 1,645人 主審: 大塚春夫 副審: 金子義幸 |
| #909 | 2013年2月23日 15:25 |                              |                                       |                            | 熊谷市立市民体育館 観客数: 1,645人 主審: 大塚春夫 副審: 金子義幸 |

| #910 | 2013年2月23日 13:00 |                              |                                              |                             |                                                            |
| #910 | 2013年2月23日 13:00 | PFUブルーキャッツ （7勝6敗） | 2 - 3 (25-20) (24-26) (22-25) (25-18) (9-15) | JAぎふリオレーナ （5勝8敗） | 猫田記念体育館 観客数: 250人 主審: 横山寿一 副審: 前川清隆 |
| #910 | 2013年2月23日 13:00 |                              |                                              |                             | 猫田記念体育館 観客数: 250人 主審: 横山寿一 副審: 前川清隆 |

| #911 | 2013年2月23日 15:35 |                                   |                               |                                   |                                                            |
| #911 | 2013年2月23日 15:35 | 大野石油広島オイラーズ （7勝4敗） | 3 - 0 (28-26) (25-17) (25-23) | フォレストリーヴズ熊本 （2勝9敗） | 猫田記念体育館 観客数: 450人 主審: 須藤義宏 副審: 荒谷和繁 |
| #911 | 2013年2月23日 15:35 |                                   |                               |                                   | 猫田記念体育館 観客数: 450人 主審: 須藤義宏 副審: 荒谷和繁 |

#### 2月24日
| #912 | 2013年2月24日 12:00 |                             |                               |                          |                                                              |
| #912 | 2013年2月24日 12:00 | 柏エンゼルクロス （4勝9敗） | 3 - 0 (27-25) (25-17) (25-15) | GSSサンビームズ （13敗） | 熊谷市立市民体育館 観客数: 372人 主審: 重竹雅行 副審: 平涼子 |
| #912 | 2013年2月24日 12:00 |                             |                               |                          | 熊谷市立市民体育館 観客数: 372人 主審: 重竹雅行 副審: 平涼子 |

| #913 | 2013年2月24日 14:00 |                              |                               |                             |                                                                |
| #913 | 2013年2月24日 14:00 | 上尾メディックス （13勝1敗） | 3 - 0 (25-16) (25-22) (25-19) | 仙台ベルフィーユ （7勝7敗） | 熊谷市立市民体育館 観客数: 708人 主審: 大塚春夫 副審: 阿部孝広 |
| #913 | 2013年2月24日 14:00 |                              |                               |                             | 熊谷市立市民体育館 観客数: 708人 主審: 大塚春夫 副審: 阿部孝広 |

| #914 | 2013年2月24日 12:00 |                                     |                                       |                                    |                                                            |
| #914 | 2013年2月24日 12:00 | KUROBEアクアフェアリーズ （7勝6敗） | 3 - 1 (25-21) (21-25) (25-23) (25-17) | フォレストリーヴズ熊本 （2勝10敗） | 猫田記念体育館 観客数: 300人 主審: 前川清隆 副審: 横山寿一 |
| #914 | 2013年2月24日 12:00 |                                     |                                       |                                    | 猫田記念体育館 観客数: 300人 主審: 前川清隆 副審: 横山寿一 |

| #915 | 2013年2月24日 14:25 |                                   |                                       |                              |                                                            |
| #915 | 2013年2月24日 14:25 | 大野石油広島オイラーズ （8勝4敗） | 3 - 1 (25-20) (22-25) (25-21) (25-15) | PFUブルーキャッツ （7勝7敗） | 猫田記念体育館 観客数: 600人 主審: 須藤義宏 副審: 飯田一明 |
| #915 | 2013年2月24日 14:25 |                                   |                                       |                              | 猫田記念体育館 観客数: 600人 主審: 須藤義宏 副審: 飯田一明 |

#### 3月2日
| #916 | 2013年3月2日 |                                     |                                       |                                   |                                                            |
| #916 | 2013年3月2日 | KUROBEアクアフェアリーズ （7勝7敗） | 1 - 3 (20-25) (27-25) (21-25) (20-25) | 大野石油広島オイラーズ （9勝4敗） | 柏市中央体育館 観客数: 320人 主審: 戸川太輔 副審: 小林友香 |
| #916 | 2013年3月2日 |                                     |                                       |                                   | 柏市中央体育館 観客数: 320人 主審: 戸川太輔 副審: 小林友香 |

| #917 | 2013年3月2日 15:30 |                             |                                               |                                    |                                                        |
| #917 | 2013年3月2日 15:30 | 柏エンゼルクロス （5勝8敗） | 3 - 2 (25-23) (25-18) (18-25) (23-25) (15-13) | フォレストリーヴズ熊本 （2勝11敗） | 柏市中央体育館 観客数: 500人 主審: 中山健 副審: 関秀彰 |
| #917 | 2013年3月2日 15:30 |                             |                                               |                                    | 柏市中央体育館 観客数: 500人 主審: 中山健 副審: 関秀彰 |

| #918 | 2013年3月2日 13:00 |                              |                       |                             |                                                                              |
| #918 | 2013年3月2日 13:00 | PFUブルーキャッツ （8勝7敗） | 3 - 0 (25-19) (25-23) | 仙台ベルフィーユ （7勝8敗） | JAぎふアグリパーク鈴が坂アリーナ 観客数: 318人 主審: 加藤孝仁 副審: 新海正和 |
| #918 | 2013年3月2日 13:00 |                              |                       |                             | JAぎふアグリパーク鈴が坂アリーナ 観客数: 318人 主審: 加藤孝仁 副審: 新海正和 |

| #919 | 2013年3月2日 15:05 |                             |                               |                          |                                                                          |
| #919 | 2013年3月2日 15:05 | JAぎふリオレーナ （6勝8敗） | 3 - 0 (25-16) (25-12) (25-11) | GSSサンビームズ （14敗） | JAぎふアグリパーク鈴が坂アリーナ 観客数: 561人 主審: 大下孝 副審: 稲垣潤 |
| #919 | 2013年3月2日 15:05 |                             |                               |                          | JAぎふアグリパーク鈴が坂アリーナ 観客数: 561人 主審: 大下孝 副審: 稲垣潤 |

#### 3月3日
| #920 | 2013年3月3日 12:00 |                            |                               |                                    |                                                          |
| #920 | 2013年3月3日 12:00 | 日立リヴァーレ （13勝1敗） | 3 - 0 (25-11) (25-12) (25-22) | フォレストリーヴズ熊本 （2勝12敗） | 柏市中央体育館 観客数: 550人 主審: 中山健 副審: 小林友香 |
| #920 | 2013年3月3日 12:00 |                            |                               |                                    | 柏市中央体育館 観客数: 550人 主審: 中山健 副審: 小林友香 |

| #921 | 2013年3月3日 14:00 |                             |                               |                                    |                                                          |
| #921 | 2013年3月3日 14:00 | 柏エンゼルクロス （5勝9敗） | 0 - 3 (21-25) (15-25) (23-25) | 大野石油広島オイラーズ （10勝4敗） | 柏市中央体育館 観客数: 500人 主審: 戸川太輔 副審: 関秀彰 |
| #921 | 2013年3月3日 14:00 |                             |                               |                                    | 柏市中央体育館 観客数: 500人 主審: 戸川太輔 副審: 関秀彰 |

| #922 | 2013年3月3日 12:00 |                              |                               |                          |                                                                            |
| #922 | 2013年3月3日 12:00 | PFUブルーキャッツ （9勝7敗） | 3 - 0 (25-14) (25-12) (25-16) | GSSサンビームズ （15敗） | JAぎふアグリパーク鈴が坂アリーナ 観客数: 486人 主審: 大下孝 副審: 新海正和 |
| #922 | 2013年3月3日 12:00 |                              |                               |                          | JAぎふアグリパーク鈴が坂アリーナ 観客数: 486人 主審: 大下孝 副審: 新海正和 |

| #923 | 2013年3月3日 14:00 |                             |                                      |                              |                                                                            |
| #923 | 2013年3月3日 14:00 | JAぎふリオレーナ （6勝9敗） | 2 - 3 (17-25) (25-22) (18-25) (9-15) | 上尾メディックス （14勝1敗） | JAぎふアグリパーク鈴が坂アリーナ 観客数: 617人 主審: 加藤孝仁 副審: 辻知幸 |
| #923 | 2013年3月3日 14:00 |                             |                                      |                              | JAぎふアグリパーク鈴が坂アリーナ 観客数: 617人 主審: 加藤孝仁 副審: 辻知幸 |

#### 3月9日
| #924 | 2013年3月9日 13:00 |                             |                       |                              |                                                                                |
| #924 | 2013年3月9日 13:00 | 柏エンゼルクロス （6勝9敗） | 3 - 0 (25-23) (25-19) | JAぎふリオレーナ （6勝10敗） | ひたちなか市総合運動公園総合体育館 観客数: 418人 主審: 濱中昌志 副審: 樫村雅美 |
| #924 | 2013年3月9日 13:00 |                             |                       |                              | ひたちなか市総合運動公園総合体育館 観客数: 418人 主審: 濱中昌志 副審: 樫村雅美 |

| #925 | 2013年3月9日 15:00 |                            |                                       |                                    |                                                                                |
| #925 | 2013年3月9日 15:00 | 日立リヴァーレ （14勝1敗） | 3 - 1 (25-17) (25-22) (24-26) (25-16) | 大野石油広島オイラーズ （10勝5敗） | ひたちなか市総合運動公園総合体育館 観客数: 709人 主審: 中島俊昌 副審: 笠倉雅弘 |
| #925 | 2013年3月9日 15:00 |                            |                                       |                                    | ひたちなか市総合運動公園総合体育館 観客数: 709人 主審: 中島俊昌 副審: 笠倉雅弘 |

| #926 | 2013年3月9日 13:00 |                              |                               |                                    |                                                                      |
| #926 | 2013年3月9日 13:00 | 上尾メディックス （15勝1敗） | 3 - 0 (25-19) (25-20) (25-19) | フォレストリーヴズ熊本 （2勝13敗） | 黒部市総合体育センター 観客数: 500人 主審: 紙井ひとみ 副審: 波塚彰優 |
| #926 | 2013年3月9日 13:00 |                              |                               |                                    | 黒部市総合体育センター 観客数: 500人 主審: 紙井ひとみ 副審: 波塚彰優 |

| #927 | 2013年3月9日 15:00 |                                     |                                               |                             |                                                                  |
| #927 | 2013年3月9日 15:00 | KUROBEアクアフェアリーズ （7勝8敗） | 2 - 3 (17-25) (26-24) (25-23) (21-25) (15-10) | 仙台ベルフィーユ （8勝8敗） | 黒部市総合体育センター 観客数: 730人 主審: 赤川孝義 副審: 黒地忍 |
| #927 | 2013年3月9日 15:00 |                                     |                                               |                             | 黒部市総合体育センター 観客数: 730人 主審: 赤川孝義 副審: 黒地忍 |

#### 3月10日
| #928 | 2013年3月10日 12:00 |                                    |                       |                          |                                                                                |
| #928 | 2013年3月10日 12:00 | 大野石油広島オイラーズ （11勝5敗） | 3 - 0 (25-14) (25-17) | GSSサンビームズ （16敗） | ひたちなか市総合運動公園総合体育館 観客数: 393人 主審: 中島俊昌 副審: 山崎公寛 |
| #928 | 2013年3月10日 12:00 |                                    |                       |                          | ひたちなか市総合運動公園総合体育館 観客数: 393人 主審: 中島俊昌 副審: 山崎公寛 |

| #929 | 2013年3月10日 14:00 |                            |                              |                              |                                                                                |
| #929 | 2013年3月10日 14:00 | 日立リヴァーレ （15勝1敗） | 3 - 0 (25-8) (25-10) (25-21) | 柏エンゼルクロス （6勝10敗） | ひたちなか市総合運動公園総合体育館 観客数: 697人 主審: 濱中昌志 副審: 高橋直也 |
| #929 | 2013年3月10日 14:00 |                            |                              |                              | ひたちなか市総合運動公園総合体育館 観客数: 697人 主審: 濱中昌志 副審: 高橋直也 |

| #930 | 2013年3月10日 12:00 |                               |                               |                                    |                                                                    |
| #930 | 2013年3月10日 12:00 | PFUブルーキャッツ （10勝7敗） | 3 - 0 (25-19) (25-22) (25-20) | フォレストリーヴズ熊本 （2勝14敗） | 黒部市総合体育センター 観客数: 500人 主審: 赤川孝義 副審: 波塚彰優 |
| #930 | 2013年3月10日 12:00 |                               |                               |                                    | 黒部市総合体育センター 観客数: 500人 主審: 赤川孝義 副審: 波塚彰優 |

| #931 | 2013年3月10日 14:00 |                                     |                       |                              |                                                                    |
| #931 | 2013年3月10日 14:00 | KUROBEアクアフェアリーズ （7勝9敗） | 0 - 3 (17-25) (18-25) | 上尾メディックス （16勝1敗） | 黒部市総合体育センター 観客数: 920人 主審: 紙井ひとみ 副審: 黒地忍 |
| #931 | 2013年3月10日 14:00 |                                     |                       |                              | 黒部市総合体育センター 観客数: 920人 主審: 紙井ひとみ 副審: 黒地忍 |

#### 3月16日
| #932 | 2013年3月16日 13:00 |                                     |                               |                              |                                                              |
| #932 | 2013年3月16日 13:00 | KUROBEアクアフェアリーズ （8勝9敗） | 3 - 0 (25-22) (25-21) (25-18) | 柏エンゼルクロス （6勝11敗） | 高崎市浜川体育館 観客数: 700人 主審: 野村考一 副審: 山条康弘 |
| #932 | 2013年3月16日 13:00 |                                     |                               |                              | 高崎市浜川体育館 観客数: 700人 主審: 野村考一 副審: 山条康弘 |

| #933 | 2013年3月16日 15:00 |                          |                       |                            |                                                                  |
| #933 | 2013年3月16日 15:00 | GSSサンビームズ （17敗） | 0 - 3 (11-25) (13-25) | 日立リヴァーレ （16勝1敗） | 高崎市浜川体育館 観客数: 1,262人 主審: 赤川孝義 副審: 井野口智洋 |
| #933 | 2013年3月16日 15:00 |                          |                       |                            | 高崎市浜川体育館 観客数: 1,262人 主審: 赤川孝義 副審: 井野口智洋 |

| #934 | 2013年3月16日 13:00 |                                    |                               |                              |                                                                    |
| #934 | 2013年3月16日 13:00 | 大野石油広島オイラーズ （12勝5敗） | 3 - 1 (17-25) (25-18) (25-19) | JAぎふリオレーナ （6勝11敗） | 唐津市総合体育センター 観客数: 775人 主審: 須藤義宏 副審: 溝口正勝 |
| #934 | 2013年3月16日 13:00 |                                    |                               |                              | 唐津市総合体育センター 観客数: 775人 主審: 須藤義宏 副審: 溝口正勝 |

| #935 | 2013年3月16日 15:20 |                                    |                                               |                             |                                                                    |
| #935 | 2013年3月16日 15:20 | フォレストリーヴズ熊本 （3勝14敗） | 3 - 2 (23-25) (19-25) (25-15) (25-23) (15-10) | 仙台ベルフィーユ （8勝9敗） | 唐津市総合体育センター 観客数: 885人 主審: 代居正巳 副審: 瀬戸隆英 |
| #935 | 2013年3月16日 15:20 |                                    |                                               |                             | 唐津市総合体育センター 観客数: 885人 主審: 代居正巳 副審: 瀬戸隆英 |

#### 3月17日
| #936 | 2013年3月17日 11:00 |                            |                               |                               |                                                                |
| #936 | 2013年3月17日 11:00 | 日立リヴァーレ （17勝1敗） | 3 - 0 (25-10) (25-15) (25-19) | PFUブルーキャッツ （10勝8敗） | 高崎市浜川体育館 観客数: 1,820人 主審: 野村考一 副審: 関根良太 |
| #936 | 2013年3月17日 11:00 |                            |                               |                               | 高崎市浜川体育館 観客数: 1,820人 主審: 野村考一 副審: 関根良太 |

| #937 | 2013年3月17日 13:00 |                              |                               |                              |                                                              |
| #937 | 2013年3月17日 13:00 | 上尾メディックス （17勝1敗） | 3 - 0 (34-32) (25-10) (25-18) | 柏エンゼルクロス （6勝12敗） | 高崎市浜川体育館 観客数: 1,480人 主審: 赤川孝義 副審: 岡田洋 |
| #937 | 2013年3月17日 13:00 |                              |                               |                              | 高崎市浜川体育館 観客数: 1,480人 主審: 赤川孝義 副審: 岡田洋 |

| #938 | 2013年3月17日 15:00 |                          |                               |                                     |                                                              |
| #938 | 2013年3月17日 15:00 | GSSサンビームズ （18敗） | 0 - 3 (14-25) (20-25) (19-25) | KUROBEアクアフェアリーズ （9勝9敗） | 高崎市浜川体育館 観客数: 910人 主審: 山条康弘 副審: 山本貴彦 |
| #938 | 2013年3月17日 15:00 |                          |                               |                                     | 高崎市浜川体育館 観客数: 910人 主審: 山条康弘 副審: 山本貴彦 |

| #939 | 2013年3月17日 12:00 |                                    |                               |                              |                                                                    |
| #939 | 2013年3月17日 12:00 | 大野石油広島オイラーズ （13勝5敗） | 3 - 0 (25-16) (25-12) (25-22) | 仙台ベルフィーユ （8勝10敗） | 唐津市総合体育センター 観客数: 684人 主審: 須藤義宏 副審: 溝口正勝 |
| #939 | 2013年3月17日 12:00 |                                    |                               |                              | 唐津市総合体育センター 観客数: 684人 主審: 須藤義宏 副審: 溝口正勝 |

| #940 | 2013年3月17日 14:00 |                                    |                               |                              |                                                                    |
| #940 | 2013年3月17日 14:00 | フォレストリーヴズ熊本 （4勝14敗） | 3 - 1 (12-25) (25-21) (25-18) | JAぎふリオレーナ （6勝12敗） | 唐津市総合体育センター 観客数: 831人 主審: 代居正巳 副審: 瀬戸隆英 |
| #940 | 2013年3月17日 14:00 |                                    |                               |                              | 唐津市総合体育センター 観客数: 831人 主審: 代居正巳 副審: 瀬戸隆英 |

### 最終順位
| 順位   | チーム名                 | 試合数 | 勝数 | 敗数 | 勝率  | セット率 | 備考                  |
| ------ | ------------------------ | ------ | ---- | ---- | ----- | -------- | --------------------- |
| 優勝   | 上尾メディックス         | 18     | 17   | 1    | 0.944 | 7.429    | V・チャレンジマッチへ |
| 準優勝 | 日立リヴァーレ           | 18     | 17   | 1    | 0.944 | 6.375    | V・チャレンジマッチへ |
| 3      | 大野石油広島オイラーズ   | 18     | 13   | 5    | 0.722 |          |                       |
| 4      | PFUブルーキャッツ        | 18     | 10   | 8    | 0.556 |          |                       |
| 5      | KUROBEアクアフェアリーズ | 18     | 9    | 9    | 0.500 |          |                       |
| 6      | 仙台ベルフィーユ         | 18     | 8    | 10   | 0.444 |          |                       |
| 7      | JAぎふリオレーナ         | 18     | 6    | 12   | 0.333 | 0.718    |                       |
| 8      | 柏エンゼルクロス         | 18     | 6    | 12   | 0.333 | 0.500    |                       |
| 9      | フォレストリーヴズ熊本   | 18     | 4    | 14   | 0.222 |          |                       |
| 10     | GSSサンビームズ          | 18     | 0    | 18   | 0.000 |          |                       |

### 個人賞
| No. | 賞名             | 受賞者                   | 所属チーム             | 備考                |
| --- | ---------------- | ------------------------ | ---------------------- | ------------------- |
| 1   | 優勝監督賞       | 吉田敏明                 | 上尾メディックス       |                     |
| 2   | 最高殊勲選手賞   | オレーナ・ウスティメンコ | 上尾メディックス       |                     |
| 3   | 敢闘賞           | 高橋沙織                 | 日立リヴァーレ         |                     |
| 4   | 最優秀新人賞     | 吉村志穂                 | 上尾メディックス       |                     |
| 5   | 得点王           | 田中涼子                 | 大野石油広島オイラーズ | 総得点=389点        |
| 6   | スパイク賞       | ジェニファー・ドリス     | 日立リヴァーレ         | 決定率=55.3%        |
| 7   | ブロック賞       | ジェニファー・ドリス     | 日立リヴァーレ         | 決定本数=0.90本/set |
| 8   | サーブ賞         | オレーナ・ウスティメンコ | 上尾メディックス       | 効果率=20.2%        |
| 9   | サーブレシーブ賞 | 佐藤あり紗               | 日立リヴァーレ         | 成功率=76.6%        |

### 入れ替え

#### V・チャレンジマッチ

##### 4月6日
| #951 | 2013年4月6日 |                                          |       |                                                  |  |
| #951 | 2013年4月6日 | 上尾メディックス （チャレンジリーグ1位） | 1 - 3 | パイオニアレッドウィングス （プレミアリーグ8位） |  |
| #951 | 2013年4月6日 |                                          |       |                                                  |  |

| #952 | 2013年4月6日 |                                        |       |                                                |  |
| #952 | 2013年4月6日 | 日立リヴァーレ （チャレンジリーグ2位） | 3 - 1 | デンソー・エアリービーズ （プレミアリーグ7位） |  |
| #952 | 2013年4月6日 |                                        |       |                                                |  |

##### 4月7日
| #953 | 2013年4月7日 |                                          |       |                                                  |  |
| #953 | 2013年4月7日 | 上尾メディックス （チャレンジリーグ1位） | 3 - 1 | パイオニアレッドウィングス （プレミアリーグ8位） |  |
| #953 | 2013年4月7日 |                                          |       |                                                  |  |

| #954 | 2013年4月7日 |                                        |       |                                                |  |
| #954 | 2013年4月7日 | 日立リヴァーレ （チャレンジリーグ2位） | 1 - 3 | デンソー・エアリービーズ （プレミアリーグ7位） |  |
| #954 | 2013年4月7日 |                                        |       |                                                |  |

この結果、上尾メディックスのチャレンジリーグ残留、得点率（得失点差2）により日立リヴァーレのプレミアリーグ昇格が決定。
V・チャレンジマッチ試合結果の詳細については、バレーボール2012/13Vプレミアリーグを参照のこと。